# Lista de viagens presidenciais de Marcelo Rebelo de Sousa
Esta é uma lista das viagens presidenciais internacionais realizadas por Marcelo Rebelo de Sousa, o 20.º e atual Presidente da República Portuguesa. Até ao momento, Marcelo Rebelo de Sousa realizou 145 viagens presidenciais a 58 nações diferentes desde a sua tomada de posse para o primeiro mandato, a 9 de março de 2016.
Quanto ao tipo de deslocação, as Visitas de Estado são as mais formais, sendo a sua principal característica a iniciativa da sua realização, que parte sempre de um convite do chefe de Estado do país anfitrião. Duram, habitualmente, dois ou três dias, mas podem ter maior ou menor duração. As restantes deslocações do presidente da República e das demais autoridades do Estado português designam-se, por grau decrescente de formalidade e solenidade, visitas oficiais, visitas de trabalho e deslocações ao exterior.
Nota 1 - Chama-se a atenção para eventuais desfasamentos temporais entre a realização da deslocação e a aprovação da mesma pela Assembleia da República, que pode apenas acontecer em fase posterior à realização da visita. As deslocações do Presidente da República apenas constam desta página após aprovação pela Assembleia da República e realização efetiva das visitas.
Nota 2 - Excecionalmente, algumas deslocações previstas pelo Presidente da República e aprovadas pela Assembleia da República não chegam a realizar-se, pelo que não constam das listagens ao longo do artigo, sendo antes mencionadas na tabela do ponto 14 (Deslocações canceladas).
Nota 3 - As datas constantes das resoluções da Assembleia da República autorizando as deslocações do Presidente da República nem sempre coincidem totalmente com o período efetivo das visitas. Incluem, normalmente, um ou dois dias a mais relativamente ao período efetivo das visitas como forma de salvaguardar eventuais atrasos ou condicionalismos nas ligações internacionais. Nesta página, constam apenas as datas referentes ao período efetivo de cada visita.

## Viagens por país
| Países visitados por Marcelo Rebelo de Sousa entre março de 2016 até janeiro de 2025 | Países visitados por Marcelo Rebelo de Sousa entre março de 2016 até janeiro de 2025 |
| ------------------------------------------------------------------------------------ | ------------------------------------------------------------------------------------ |
|                                                                                      | Presidente da República Portuguesa                                                   |
|                                                                                      |                                                                                      |

|            | Número de visitas   | País |
| ---------- | ------------------- | --- |
|            | 1 visita            | Afeganistão, África do Sul, Áustria, Canadá, Catar, Chéquia, China, Chipre, Colômbia, Costa do Marfim, Croácia, Cuba, Egito, Equador, Eslováquia, Guatemala, Hungria, Índia, Israel, Letónia, Lituânia, Luxemburgo, Marrocos, México, Moldávia, Noruega, Panamá, Polónia, República Centro-Africana, República Dominicana, Roménia, Senegal, Timor-Leste, Tunísia e Ucrânia |
|            | 2 visitas           | Bulgária, Eslovénia, Guiné-Bissau, Irlanda, Malta, Países Baixos e Rússia |
|            | 3 visitas           | Andorra, Grécia e Suíça |
|            | 4 visitas           | Alemanha, Bélgica e Moçambique |
|            | 5 visitas           | São Tomé e Príncipe e Vaticano |
|            | 6 visitas           | Angola e Reino Unido |
|            | 7 visitas           | Itália |
| 9 visitas  | Brasil e Cabo Verde | |
| 11 visitas | Estados Unidos      | |
| 16 visitas | França              | |
| 17 visitas | Espanha             | |

## 2016
No ano de 2016, Marcelo Rebelo de Sousa realizou 17 viagens oficiais internacionais (3 a eventos multilaterais - Assembleia Geral da ONU, Reunião do Grupo de Arraiolos e visita ao Parlamento Europeu; Cimeira Ibero-americana e Cimeira da CPLP inseridas na visita de Estado a Cuba) a 14 nações diferentes.
| País        | Cidade/Região                                                      | Período             | Anfitrião              | Anfitrião                         | Detalhes | |
| País        | Cidade/Região                                                      | Período             | Nome(s)                | Cargo(s)                          | Detalhes | |
| ----------- | ------------------------------------------------------------------ | ------------------- | ---------------------- | --------------------------------- | --- | --- |
| Vaticano    | Vaticano                                                           | 16 – 17 de março    | Francisco              | Papa da Igreja Católica           | Visita (16 e 17 de março) inserida na deslocação conjunta ao Vaticano e a Espanha. Agenda - Primeiro país visitado por Marcelo Rebelo de Sousa por ter sido o primeiro a reconhecer Portugal como Estado independente. - Receção com os elementos do clero português residentes em Roma, na residência da Embaixada de Portugal junto da Santa Sé. - Encontros com o papa Francisco e com o secretário de Estado do Vaticano, cardeal Pietro Parolin. - Visita à Basílica de São Pedro e à Capela Sistina. | Visita (16 e 17 de março) inserida na deslocação conjunta ao Vaticano e a Espanha. Agenda - Primeiro país visitado por Marcelo Rebelo de Sousa por ter sido o primeiro a reconhecer Portugal como Estado independente. - Receção com os elementos do clero português residentes em Roma, na residência da Embaixada de Portugal junto da Santa Sé. - Encontros com o papa Francisco e com o secretário de Estado do Vaticano, cardeal Pietro Parolin. - Visita à Basílica de São Pedro e à Capela Sistina. |
| Espanha     | Madrid                                                             | 16 – 17 de março    | Filipe VI              | Rei de Espanha                    | Visita (17 de março) inserida na deslocação conjunta ao Vaticano e a Espanha. Agenda - - Encontro alargado com o rei Filipe VI no Palácio Real de Madrid. - Jantar oferecido pelos reis Filipe VI e Letizia, no Palácio Real de Madrid. | |
| Itália      | Roma                                                               | 1 – 2 de maio       | Sergio Mattarella      | Presidente de Itália              | Visita oficial. Agenda - - Visita à Igreja de Santo António dos Portugueses. - Receção à comunidade portuguesa residente em Itália e a professores italianos de língua portugusa. - Visita à exposição “Correggio e Parmigianino - Arte a Parma nel Cinquecento”. - Cerimónia de revista às tropas no Palácio do Quirinale. - Encontro com o presidente Sergio Mattarella. | |
| Moçambique  | Maputo Boane                                                       | 3 – 6 de maio       | Filipe Nyusi           | Presidente de Moçambique          | Visita de Estado. Agenda - - Receção à chegada ao Aeroporto Internacional de Maputo. - Visita ao Centro de Formação Profissional de Metalomecânica de Maputo. - Visita às instalações de Maputo da Cooperação Técnico-Militar Portugal-Moçambique e almoço com militares. - Visita ao empreendimento da Promovalor/MotaEngil, em Maputo. - Jantar com os funcionários da embaixada de Portugal em Maputo. - Deposição de coroa de flores no Monumento aos Heróis Moçambicanos, em Maputo. - Cerimónia de boas-vindas seguida de encontro com o presidente Filipe Nyusi, em Maputo, que ofereceu um almoço com empresários moçambicanos e portugueses. - Visita à empresa de metalomecânica “Mecwide” e à Sumol/Compal, em Boane. - Banquete oferecido pelo presidente Filipe Nyusi, em Maputo. - Visita à Assembleia da República de Moçambique, em Maputo. - Visita à Escola Portuguesa de Moçambique e à Escola Secundária Estrela Vermelha, em Maputo. - Almoço com académicos moçambicanos, na residência da Embaixada de Portugal em Maputo. - Inauguração de uma exposição de fotografias do Ministério da Educação de Moçambique, no Centro Cultural Português de Maputo. - Encontro com antigos bolseiros moçambicanos em universidades portuguesas, em Maputo. - Jantar com artistas e produtores culturais moçambicanos, no Hotel Indy Village, em Maputo. - Entrega da chave da cidade de Maputo ao presidente Marcelo Rebelo de Sousa. - Visita ao Mercado Municipal de Maputo e à Escola S. Francisco de Assis. - Almoço com personalidades moçambicanas da área política, social e religiosa, em Maputo. - Visita ao Instituto do Coração, em Maputo. - Encontro com a comunidade portuguesa residente em Moçambique, em Maputo. - Jantar de despedida e retribuição oferecido ao presidente Filipe Nyusi, em Maputo. | |
| Alemanha    | Berlim                                                             | 29 – 30 de maio     | Joachim Gauck          | Presidente da Alemanha            | Visita oficial (inicialmente prevista para 23 e 24 de maio). Agenda - - Receção a representantes da comunidade portuguesa residente em Berlim. - Encontro e almoço de trabalho com o presidente Joachim Gauck. - Encontro com a chanceler Angela Merkel. - Encontro com o presidente do Bundestag, Norbert Lammert, seguido de visita ao Reichstag. | |
| França      | Paris Créteil Champigny-sur-Marne Richebourg La Couture Marcoussis | 10 – 12 de junho    | François Hollande      | Presidente de França              | Comemorações do Dia de Portugal, de Camões e das Comunidades Portuguesas, pela primeira vez fora do território nacional. Agenda - - Encontro com o presidente François Hollande e com o primeiro-ministro francês Manuel Valls, juntamente com o primeiro-ministro, António Costa, no Palácio do Eliseu, em Paris. - Celebrações oficiais do Dia de Portugal, de Camões e das Comunidades Portuguesas, incluindo condecoração dos cidadãos portugueses que socorreram os feridos nos ataques de novembro de 2015 em Paris, no Hôtel de Ville, em Paris. - Inaugurações da Rotunda Comendador Armando Lopes, em Créteil, e do monumento ao Maire Louis Talamoni, que erradicou os bidonvilles onde habitavam portugueses, em Champigny-sur-Marne. - Almoço com individualidades da comunidade portuguesa residente em Paris, na Embaixada de Portugal em Paris. - Homenagem aos militares portugueses mortos na Primeira Guerra Mundial, em Richebourg e La Couture. - Jantar com a Seleção Portuguesa de Futebol, participante no Euro2016, no Centro de Treinos de Portugal em França, em Marcoussis. - Visita à delegação da Fundação Calouste Gulbenkian em Paris. - Visita à Festa Rádio Alfa 2016, na Île de Loisirs de Créteil. - Visita à exposição da arquitetura portuguesa “Printemps portugais: Les Universalistes - 50 ans d'architecture portugaise”, no Palais de Chaillot, em Paris. - Visita à exposição “Amadeo de Souza-Cardoso”, no Grand Palais, em Paris. | |
| França      | Lyon                                                               | 22 de junho         | —                      | —                                 | Assistência ao jogo Portugal-Hungria, no âmbito do Campeonato Europeu de Futebol de 2016. | |
| Marrocos    | Casablanca                                                         | 27 de junho         | Mohammed VI            | Rei de Marrocos                   | Visita a convite do rei Mohammed VI. Agenda - - Encontro com o rei Mohammed VI e jantar oferecido por este no Palácio Real, em Casablanca. - Encontro com o primeiro-ministro, Abdelilah Benkirane. - Encontros com os presidentes de cada uma das duas câmaras que compõem o parlamento de Marrocos, Rachid Talbi Alami (Câmara dos Representantes) e Abdelhakim Benchamach (Câmara dos Conselheiros). | |
| França      | Lyon                                                               | 6 de julho          | —                      | —                                 | Assistência ao jogo Portugal-País de Gales no âmbito do Campeonato Europeu de Futebol de 2016. | |
| França      | Paris                                                              | 10 de julho         | —                      | —                                 | Assistência à final do Campeonato Europeu de Futebol de 2016, Portugal-França, em que Portugal se sagrou campeão. | |
| Brasil      | Rio de Janeiro São Paulo Recife                                    | 3 – 8 de agosto     | Michel Temer           | Presidente em exercício do Brasil | Participação na cerimónia de abertura dos Jogos Olímpicos de Verão de 2016 e visita às comunidades portuguesas no Rio de Janeiro, em São Paulo e no Recife. Agenda - Rio de Janeiro: - Cerimónia de entrega da Bandeira Nacional ao porta estandarte de Portugal nos Jogos Olímpicos de 2016, João Rodrigues, a bordo do NRP Sagres, atracado no Cais da Portuguesa, na Ilha das Cobras. - Visita ao Real Gabinete Português de Leitura. - Receção à comunidade portuguesa residente no Rio de Janeiro. - Visita ao Museu de Arte do Rio e ao Museu do Amanhã. - Assistência ao jogo de futebol Portugal-Argentina. - Receção à equipa olímpica de Portugal a bordo do NRP Sagres. - Reunião com o vice-presidente de Angola, Manuel Domingos Vicente, à margem dos Jogos Olímpicos. - Almoço com empresários portugueses e brasileiros. - Participação na cerimónia de abertura dos Jogos Olímpicos, antecedida de receção oferecida pelo presidente Michel Temer no Palácio do Itamaraty. São Paulo: - Inauguração da exposição sobre Amália Rodrigues “Saudades do Brasil em Portugal”, no Consulado-Geral de Portugal. - Receção à comunidade portuguesa residente em São Paulo, no Palácio dos Bandeirantes. - Jantar com empresários portugueses e brasileiros. - Visita ao Monumento aos Fundadores de São Paulo. - Visita à Casa de Portugal de São Paulo e ao Museu da Língua Portuguesa. Recife: - Visita ao Real Hospital Português de Beneficência. - Visita ao Gabinete Português de Leitura de Pernambuco, com receção à comunidade portuguesa e luso-descendente residente em Pernambuco. - | |
| Suíça       | Genebra Berna Burgdorf Thunstetten                                 | 16 – 18 de outubro  | Johann Schneider-Amman | Presidente Federal da Suíça       | Visita de Estado. Agenda - Genebra: - Receção à comunidade portuguesa residente na Suíça, no Centre Sportif des Vernets. - Encontro com o presidente Johann Schneider-Amman. - Visita ao Campus Biotech e Human Brain Project. Berna: - Discurso perante o Parlamento da Suíça. - Encontro com o presidente Johann Schneider-Amman. - Jantar oferecido pelo Conselho Federal suíço. Burgdorf: - Visita à empresa Rondo SA. - Visita ao Museu Franz Gertsch. Thunstetten: - Almoço oferecido pelo presidente Johann Schneider-Amman, no Castelo de Thunstetten. | |
| Cuba        | Havana                                                             | 26 – 27 de outubro  | Raúl Castro            | Presidente de Cuba                | Visita de Estado (inserida na deslocação que incluiu participação na Cimeira Ibero-Americana, na Colômbia, e na Cimeira da CPLP, em Brasília). Agenda - - Passeio pelo centro histórico de Havana. - Visita à Guardería Padre Usera. - Inauguração da Biblioteca Eça de Queirós. - Almoço de encerramento do Fórum Empresarial Portugal-Cuba. - Encontro com Fidel Castro. - Deposição de coroa de flores no monumento nacional dedicado a José Martí. - Encontro com o presidente Raúl Castro, seguido de jantar oficial, no Palácio da Revolução. - Visita à fábrica de charutos Cohiba. - Visita à Universidade de Havana. - Receção à comunidade lusófona residente em Cuba, na residência do Embaixador de Portugal em Havana. - Visita à Fábrica de Arte Cubano. | |
| Reino Unido | Londres                                                            | 16 – 17 de novembro | Isabel II              | Rainha do Reino Unido             | Visita oficial. Agenda - - Almoço com potenciais investidores em Portugal, oferecido pelo Mayor da City de Londres, Andrew Parmley. - Reunião com a primeira-ministra, Theresa May, em 10 Downing Street. - Encontro com representantes de associações da comunidade portuguesa residente no Reino Unido. - Receção à comunidade portuguesa residente em Londres. - Visita ao atelier de Paula Rego. - Encontro com a rainha Isabel II, no Palácio de Buckingham. | |

## 2017
| País       | Cidade/Região                                                                           | Período             | Anfitrião                  | Anfitrião                       | Detalhes |
| País       | Cidade/Região                                                                           | Período             | Nome(s)                    | Cargo(s)                        | Detalhes |
| ---------- | --------------------------------------------------------------------------------------- | ------------------- | -------------------------- | ------------------------------- | --- |
| Bélgica    | Bruxelas                                                                                | 22 de março         | Filipe                     | Rei dos Belgas                  | Visita oficial (em conjunto com visita de trabalho às instituições europeias). Agenda - - Deposição de coroa de flores no monumento de homenagem às vítimas dos atentados em Bruxelas em março de 2016, por ocasião do primeiro aniversário do acontecimento. - Audiência com o rei Filipe. |
| Cabo Verde | Praia - Ilha de Santiago São Filipe - Ilha do Fogo Mindelo - Ilha de São Vicente        | 8 – 13 de abril     | Jorge Carlos Fonseca       | Presidente de Cabo Verde        | Visita de Estado (8 a 12 de abril) inserida na deslocação conjunta a Cabo Verde e ao Senegal. Agenda - Ilha de Santiago: - Receção pelo presidente Jorge Carlos Fonseca à chegada ao Aeroporto Internacional Nelson Mandela. - Visita à padaria portuguesa "Pão Quente", na Praia. Ilha do Fogo: - Visita à Adega de Vinho Chã em Chã das Caldeiras. - Passeio pela cidade de São Filipe. Ilha de Santiago: - Receção à comunidade portuguesa residente na ilha de Santiago e concerto da banda Dead Combo, na fragata “Álvares Cabral”, fundeada no porto da Praia. - Cerimónia de boas-vindas e encontro com o presidente Jorge Carlos Fonseca, no Palácio Presidencial de Cabo Verde. - Visita à Câmara Municipal da Praia e passeio a pé até ao Mercado Municipal. - Deposição de coroa de flores no Memorial Amílcar Cabral. - Encontro com o primeiro-ministro, Ulisses Correia e Silva. - Receção na Fortaleza na Cidade Velha da Praia (passeio a pé). - Almoço oferecido pelo primeiro-ministro, Ulisses Correia e Silva. - Sessão Especial da Assembleia Nacional de Cabo Verde. - Visita à Escola Portuguesa de Cabo Verde. - Jantar oferecido pelo presidente Jorge Carlos Fonseca. - Espetáculo dos Dead Combo promovido pelo presidente Marcelo Rebelo de Sousa. Ilha de São Vicente: - Sessão Solene na Câmara Municipal do Mindelo. - Visita à Escola Portuguesa do Mindelo (passagem pela Academia das Artes Livres do Mindelo; passeio a pé). - Almoço oferecido pelo presidente da Câmara Municipal de São Vicente, Augusto Neves. - Visita à Universidade de Cabo Verde. - Visita às empresas portuguesas do setor têxtil (Parque Industrial do Lazareto). Ilha de Santiago: - Receção em honra do presidente Jorge Carlos Fonseca, na residência da embaixadora de Portugal em Cabo Verde. - Cumprimentos de despedida no Aeroporto Internacional Nelson Mandela, na Praia, e partida para Dakar, no Senegal. |
| Senegal    | Dakar Goreia Diamniadio                                                                 | 8 – 13 de abril     | Macky Sall                 | Presidente do Senegal           | Visita de Estado (12 a 13 de abril) inserida na deslocação conjunta a Cabo Verde e ao Senegal. Agenda - - Cerimónia de boas-vindas no Aeroporto Internacional Yoff-Léopold Sédar Senghor e encontro com o presidente Macky Sall, em Dakar. - Cerimónia de outorga do grau académico de Doutor Honoris Causa ao presidente Marcelo Rebelo de Sousa pela Universidade de Dakar. - Reunião com o presidente Macky Sall, seguida de jantar oficial, em Dakar. - Visita à Casa dos Escravos, na ilha da Goreia. - Visita à Casa-Museu Leopold Senghor, em Dakar. - Debate com professores e alunos de língua portuguesa no Senegal, em Diamniadio. - Apresentação do Projeto Polo Diamnidiao e apresentação do projeto de construção de uma fábrica luso-senegalesa de montagem de ambulâncias. - Visita à Assembleia Nacional do Senegal, em Dakar. - Receção à comunidade portuguesa residente no Senegal, em Dakar. - Cerimónia de despedida no Aeroporto Internacional Léopold Sédar Senghor, em Dakar. |
| Croácia    | Zagreb                                                                                  | 18 – 19 de maio     | Kolinda Grabar-Kitarović   | Presidente da Croácia           | Visita de Estado. Agenda - - Cerimónia de boas-vindas e encontro com a presidente Kolinda Grabar-Kitarović, com assinatura de acordos bilaterais. - Deposição de uma coroa de flores no Memorial “Voz das Vítimas Croatas – Muro da Dor”. - Almoço com o presidente do Parlamento da Croácia, Gordan Jandroković. - Inauguração da exposição “Azulejos – a arte em Portugal”, no Museu das Artes e Ofícios de Zagreb. - Jantar oferecido pela presidente Kolinda Grabar-Kitarović. - Concerto de fado, com Cuca Roseta, oferecido pelo presidente Marcelo Rebelo de Sousa. - Visita à Igreja de São Marcos e passeio a pé pela cidade alta, em Zagreb. - Visita ao Centro de Língua Portuguesa de Zagreb e encontro com estudantes de português na Universidade de Zagreb. - Encontro com o primeiro-ministro, Andrej Plenković. |
| Luxemburgo | Luxemburgo Betzdorf Esch-sur-Alzette Wiltz                                              | 22 – 25 de maio     | Henrique                   | Grão-duque do Luxemburgo        | Visita de Estado. Agenda - - Passeio a pé pela "Corniche" (zona sobranceira sobre a cidade do Luxemburgo), com o grão-duque Henrique. - Cerimónia de boas-vindas e encontro com os grão-duques do Luxemburgo, Henrique e Maria Teresa. - Deposição de uma coroa de flores no Monumento Nacional da Solidariedade Luxemburguesa. - Almoço privado com os grão-duques Henrique e Maria Teresa. Audiência com o presidente da Câmara dos Deputados de Luxemburgo, Mars Di Bartolomeo. - Audiência com o primeiro-ministro, Xavier Bettel. - Audiência com o ministro dos Negócios Estrangeiros do Luxemburgo, Jean Asselborn. - Sessão Solene no "Cercle Cité" e receção pela Burgomestre da Cidade do Luxemburgo, Lydie Polfer. - Jantar oferecido pelos grão-duques Henrique e Maria Teresa, no Palácio Grão-ducal. - Acompanhamento do recenseamento de cidadãos portugueses na Câmara Municipal do Luxemburgo. - Visita à Société Européenne des Satélites e encontro com os trabalhadores portugueses da empresa (Betzdorf). - Visita ao Data Centre – European Reliance Centre Luxembourg East (Betzdorf). - Almoço oferecido pelo primeiro-ministro Xavier Bettel. Visita à Universidade de Luxemburgo e assinatura de Memorando de Entendimento entre a Universidade do Porto e a Universidade do Luxemburgo (Esch-sur-Alzette). - Visita à exposição “Drawing the world” no Museu Nacional de História e de Arte. - Visita à exposição “Coração Independente”, de Joana Vasconcelos, na Catedral de Notre-Dame de Luxemburgo. - Receção em honra dos grão-duques Henrique e Maria Teresa, na Philharmonie do Luxemburgo, oferecida pelo presidente Marcelo Rebelo de Sousa. - Encontro com representantes da comunidade portuguesa residente no Luxemburgo, no Centro Cultural Português da Cidade do Luxemburgo (Diálogos com a Comunidade). - Almoço com os grão-duques Henrique e Maria Teresa. - Procissão em honra de Nossa Senhora de Fátima em Wiltz e homilia pelo bispo de Bragança-Miranda, D. José Cordeiro. - Cerimónia de boas-vindas na Administração Comunal de Wiltz. - Encontro com a comunidade portuguesa no Lycée du Nord, em Wiltz. Ainda no período de autorização de permanência no estrangeiro (21 a 26 de maio), embora não previsto na resolução autorizando a sua deslocação ao Luxemburgo, o presidente Marcelo Rebelo de Sousa inaugurou, no dia 26 de maio, a Feira do Livro de Madrid, que teve Portugal como país convidado, em conjunto com os reis de Espanha, Filipe VI e Letizia, e que incluiu uma conferência de Eduardo Lourenço na sessão inaugural. Não foi discriminada no pedido de autorização para ausência no estrangeiro, cujo objeto referia apenas uma deslocação ao Luxemburgo e não a Espanha. |
| Brasil     | São Paulo Rio de Janeiro                                                                | 10 – 11 de junho    | —                          | —                               | Comemorações do Dia de Portugal, de Camões e das Comunidades Portuguesas. Agenda - São Paulo: - Encontro com a comunidade portuguesa residente em São Paulo, no Theatro Municipal São Paulo, com concerto de Gisela João. - Visita à exposição “Tempo: Ilusão Imprecisa”, de E. M. de Melo e Castro, no Consulado-Geral de Portugal. Assinatura de protocolos de cooperação (recuperação do Museu da Língua Portuguesa). - Visita às futuras instalações da Escola Portuguesa de São Paulo. Rio de Janeiro: - Almoço a bordo do NRP Sagres. - Visita ao Real Gabinete Português de Leitura (RGPL). Assinatura de protocolos de cooperação (transferência do espólio de Marcello Caetano para o RGPL). - Inauguração do edifício da chancelaria do Consulado-Geral de Portugal. - Encontro com a comunidade portuguesa residente no Rio de Janeiro, no Palácio de São Clemente. |
| Bélgica    | Bruxelas                                                                                | 1 de julho          | —                          | —                               | Participação na abertura oficial do certame "O Melhor de Portugal", organizado pela Confederação dos Agricultores de Portugal e pelo eurodeputado do CDS-PP, Nuno Melo, com o apoio da Associação "A Ponte", da Embaixada de Portugal na Bélgica e do Partido Popular Europeu, subordinado ao tema "A Qualidade da Produção Nacional", no Parque do Cinquentenário. |
| México     | Cidade do México                                                                        | 16 – 18 de julho    | Enrique Peña Nieto         | Presidente do México            | Visita de Estado. Agenda - - Cerimónia de boas-vindas no Aeroporto Internacional da Cidade do México. - Visita à sede da Mota-Engil por ocasião do 10.º aniversário da empresa no México. - Deposição de uma coroa de flores no Monumento aos Niños Héroes. - Cerimónia de boas-vindas no Palácio Nacional e encontro com o presidente Enrique Peña Nieto, juntamente com as delegações de ambos os países, com declarações à comunicação social. Almoço oferecido pelo presidente Enrique Peña Nieto. - Encontro com o chefe de governo da Cidade do México, Miguel Ángel Mancera, e entrega das chaves da cidade ao presidente Marcelo Rebelo de Sousa. - Visita à Catedral Metropolitana da Cidade do México e ao Templo Mayor. - Receção à comunidade portuguesa residente na Cidade do México. - Participação na sessão de abertura do Seminário Empresarial “México e Portugal - Uma Viagem Comum”. - Visita ao museu Frida Kahlo. |
| Espanha    | Barcelona                                                                               | 20 de agosto        | —                          | —                               | Participação na missa pela paz, presidida pelo arcebispo de Barcelona, D. Juan José Omella Omella, na Basílica da Sagrada Família, em homenagem às vítimas dos Atentados na Catalunha em 2017 (entre as quais duas portuguesas), juntamente com o primeiro-ministro, António Costa, o presidente do governo de Espanha, Mariano Rajoy, e o rei de Espanha, Filipe VI. Passeio com o primeiro-ministro, António Costa, nas Ramblas de Barcelona. |
| Lituânia   | Kaunas                                                                                  | 29 de agosto        | Dalia Grybauskaitė         | Presidente da Lituânia          | Primeira das três visitas aos militares portugueses no estrangeiro. Visita aos 140 militares da Força Nacional Destacada (FND) na Lituânia, no âmbito das Medidas de Tranquilização (Assurance Measures) da NATO, juntamente com o ministro da Defesa Nacional, José Alberto Azeredo Lopes, o chefe do Estado-Maior-General das Forças Armadas, General Pina Monteiro, e o chefe do Estado-Maior do Exército, General Frederico Rovisco Duarte. Encontro com a presidente Dalia Grybauskaitė, reunião entre as delegações portuguesa e lituana, no Clube dos Oficiais de Kaunas, e declarações à comunicação social no final do encontro. |
| Andorra    | Andorra-a-Velha La Seu d'Urgell Meritxell La Massana e Encamp Ordino Escaldes-Engordany | 7 – 8 de setembro   | Joan Enric Vives i Sicília | Copríncipe episcopal de Andorra | Visita oficial (inserida na deslocação conjunta à Grécia, para o 10.º aniversário da European Public Law Organization (EPLO), e a Andorra). Agenda - - Sessão de boas-vindas na Casa de la Vall (antiga sede do Parlamento), em Andorra la Vella. - Reunião bilateral com o chefe de governo de Andorra, Antoni Martí, e conferência de imprensa. - Encontro com os presidentes da Câmara de Andorra la Vella. - Sessão de boas-vindas e jantar oferecido pelo copríncipe Joan Enric Vives i Sicília, acompanhado dos representantes dos copríncipes francês e episcopal, no Palácio Episcopal, em La Seu d'Urgell. - Participação na missa solene em honra da Padroeira de Andorra, Nossa Senhora de Meritxell, celebrada pelo copríncipe Joan Enric Vives i Sicília, no Santuário de Meritxell. - Deposição de uma coroa de flores em memória dos portugueses mortos durante a construção do Túnel dels Dos Valires, entre La Massana e Encamp. - Almoço oferecido pelo chefe de Governo Antoni Martí na Casa-Museu d’Areny Plandolit, em Ordino. - Encontro com a comunidade portuguesa residente em Andorra, no pavilhão Prat del Roure, em Escaldes-Engordany. |
| Espanha    | Málaga                                                                                  | 18 de setembro      | —                          | —                               | Segunda das três visitas aos militares portugueses no estrangeiro (a terceira não chegou a ser realizada devido aos incêndios de 15 de outubro). Visita aos 14 militares da Força Nacional Destacada (FND) em Málaga, no âmbito da operação “Joint Operation European Patrol Network (JO EPN)” INDALO 2017 promovida pela Frontex, com o propósito de assegurar missões de monitorização do narcotráfico, imigração ilegal, deteção de poluição marítima e pesca ilegal no Mar Mediterrâneo, juntamente com o chefe do Estado-Maior da Força Aérea, General Manuel Teixeira Rolo. |
| Angola     | Luanda                                                                                  | 25 – 26 de setembro | José Eduardo dos Santos    | Presidente cessante de Angola   | Participação na cerimónia de tomada de posse de João Lourenço como presidente de Angola. Agenda - - Audiência com o presidente cessante de Angola, José Eduardo dos Santos, no Palácio Presidencial de Angola. - Visita à Escola Portuguesa de Luanda. - Visita à Faculdade de Direito da Universidade Agostinho Neto. - Cerimónia de tomada de posse do presidente João Lourenço, no Memorial António Agostinho Neto. - Audiência com o presidente João Lourenço, no Palácio Presidencial de Angola. - Encontro com a comunidade portuguesa residente em Angola. |
| Angola     | Luanda                                                                                  | 25 – 26 de setembro | João Lourenço              | Presidente de Angola            | Participação na cerimónia de tomada de posse de João Lourenço como presidente de Angola. Agenda - - Audiência com o presidente cessante de Angola, José Eduardo dos Santos, no Palácio Presidencial de Angola. - Visita à Escola Portuguesa de Luanda. - Visita à Faculdade de Direito da Universidade Agostinho Neto. - Cerimónia de tomada de posse do presidente João Lourenço, no Memorial António Agostinho Neto. - Audiência com o presidente João Lourenço, no Palácio Presidencial de Angola. - Encontro com a comunidade portuguesa residente em Angola. |

## 2018
| País                      | Cidade/Região | Período              | Anfitrião                  | Anfitrião                               | Detalhes |
| País                      | Cidade/Região | Período              | Nome(s)                    | Cargo(s)                                | Detalhes |
| ------------------------- | --- | -------------------- | -------------------------- | --------------------------------------- | --- |
| São Tomé e Príncipe       | São Tomé - Ilha de São Tomé Fernão Dias - Ilha de São Tomé Neves - Ilha de São Tomé Santo António - Ilha do Príncipe Sundy - Ilha do Príncipe | 20 – 22 de fevereiro | Evaristo Carvalho          | Presidente de São Tomé e Príncipe       | Visita de Estado (inicialmente prevista para o período entre 28 de janeiro e 2 de fevereiro). Agenda - Ilha de São Tomé: - Cerimónia de boas-vindas no Palácio do Povo e encontro com o presidente Evaristo Carvalho, juntamente com as delegações de ambos os países, com declarações à comunicação social. - Encontro com o presidente da Assembleia Nacional, José da Graça Diogo. - Encontro com o primeiro-ministro, Patrice Trovoada. Saudações conjuntas a grupos culturais e populares na Praça Yon Gato. - Almoço com ONGs na Chancelaria da Embaixada de Portugal em S. Tomé e Príncipe. - Sessão de abertura do Fórum económico luso-santomense, no Centro Cultural Português. - Visita ao NRP Zaire no porto de São Tomé. - Encontro com cooperantes portugueses nas áreas da Saúde, Educação e Formação Profissional, na Chancelaria da Embaixada de Portugal em S. Tomé e Príncipe. - Jantar oferecido pelo presidente Evaristo Carvalho. - Visita ao Hospital Dr. Ayres de Menezes. - Inauguração da Escola Portuguesa de S. Tomé e Príncipe. - Encontro com estudantes na Universidade de São Tomé e Príncipe. - Almoço oferecido pelo primeiro-ministro Patrice Trovoada. - Deposição de uma coroa de flores no Monumento dos Mártires da Liberdade, em Fernão Dias. - Visita à Obra das Irmãs Franciscanas, em Neves. Inauguração de Centro Polidesportivo. - Encontro com a comunidade portuguesa residente em S. Tomé e Príncipe. Ilha do Príncipe: - Honras militares na chegada ao Aeroporto da Região Autónoma do Príncipe. - Cerimónia de boas-vindas no Palácio do Governador Regional, em Santo António. - Visita ao Polo Cultural Português e à Escola Secundária Padrão, em Santo António. - Visita ao Parque da Biodiversidade. - Visita à Roça Sundy (local da experiência científica sobre a Teoria da Relatividade Geral, de Albert Einstein). Almoço oferecido pelo governo regional do Príncipe. - Encontro com o governo regional na Residência Oficial, em Santo António. - Cumprimentos de despedida no Aeroporto da Região Autónoma do Príncipe.                                                          |
| Grécia                    | Atenas Tebas | 12 – 14 de março     | Prokópis Pavlópoulos       | Presidente da Grécia                    | Visita de Estado. Agenda - - Receção à chegada ao Aeroporto Internacional de Atenas. - Receção oferecida em honra da comunidade portuguesa residente na Grécia, no Hotel Grande Bretagne, em Atenas. - Deposição de uma coroa de flores no Túmulo do Soldado Desconhecido (Atenas). - Cerimónia de boas-vindas no Palácio Presidencial, encontro com o presidente Prokópis Pavlópoulos, juntamente com as delegações de ambos os países, e declarações à comunicação social. - Encontro com o primeiro-ministro, Aléxis Tsípras, em Atenas. - Encontro com o presidente do Parlamento Helénico, Nikos Voutsis, em Atenas. - Almoço oferecido pelo presidente Prokópis Pavlópoulos, no Museu da Acrópole de Atenas. - Cerimónia de outorga do grau académico de Doutor Honoris Causa ao presidente Marcelo Rebelo de Sousa pela Universidade de Atenas. - Jantar oferecido pelo presidente Prokópis Pavlópoulos, em Atenas. - Visita ao campo de refugiados da Organização Internacional de Migração, em Tebas. - Almoço com personalidades gregas do mundo académico e cultural na Embaixada de Portugal em Atenas. - Visita ao Serviço Jesuíta aos Refugiados, em Atenas. Encontros com refugiados e com voluntários portugueses. - Debate aberto sobre “As raízes e o futuro da Europa”, promovido pela European Public Law Organization, juntamente com o presidente Prokópis Pavlópoulos. |
| República Centro-Africana | Bangui | 26 de março          | Faustin-Archange Touadéra  | Presidente da República Centro-Africana | Visita aos 159 militares da Força Nacional Destacada (FND) na República Centro-Africana, no âmbito da MINUSCA, e ao Contingente Nacional de 40 militares na República Centro-Africana, no âmbito da Missão de Formação Militar da União Europeia (EUTM), juntamente com o ministro da Defesa Nacional, José Alberto Azeredo Lopes, o chefe do Estado-Maior-General das Forças Armadas, Almirante António Silva Ribeiro, o chefe do Estado-Maior da Força Aérea, General Manuel Teixeira Rolo, e o chefe do Estado-Maior do Exército, General Frederico Rovisco Duarte. Incluiu uma escala em São Tomé e Príncipe. Agenda - - Receção no Aeroporto Internacional de Bangui por forças militares centro-africanas. - Contacto com a população no trajeto entre o aeroporto e a cidade de Bangui. - Encontro com o presidente Faustin-Archange Touadéra, no Palácio Presidencial. - Briefing sobre as forças portuguesas e visita ao Campo M'Poko. |
| França                    | Paris Richebourg La Couture Perpignan | 8 – 9 de abril       | Emmanuel Macron            | Presidente de França                    | Comemorações do centenário da Batalha de La Lys. Agenda - - Descerramento de placa comemorativa do centenário da Batalha de La Lys, na Avenue des Portugais, em Paris, e convívio com a comunidade portuguesa presente no local, juntamente com o primeiro-ministro, António Costa. - Cerimónia militar de homenagem ao Soldado Desconhecido Francês, no Arco do Triunfo, em Paris. - Pequeno-almoço de trabalho com o presidente Emmanuel Macron, no Palácio do Eliseu, juntamente com o primeiro-ministro, António Costa. - Cerimónia militar de homenagem aos portugueses que perderam a vida na Primeira Guerra Mundial, no Cemitério militar português de Richebourg, com a presença do presidente Emmanuel Macron, juntamente com o primeiro-ministro, António Costa. Deposição de uma coroa de flores. - Visita à exposição “Racines” (Raízes), de Aurore Rouffelaers, junto ao Pavilhão Desportivo de Richebourg. Cerimónia de imposição da Medalha da Defesa Nacional, 4ª Classe, a três cidadãos residentes em França e dirigentes da Liga dos Combatentes: Felícia Pailleux, Afonso Maia (a título póstumo) e João Marques. - Almoço no Pavilhão Desportivo de Richebourg. - Visita à igreja de La Couture. - Cerimónia militar de homenagem no Monumento aos Portugueses mortos na Primeira Guerra Mundial, em La Couture, juntamente com o primeiro-ministro, António Costa. - Visita ao jovem português Renato Silva, alvejado a tiro aquando dos Atentados de Carcassonne e Trèbes, no Centro Hospitalar de Perpignan. |
| Egito                     | Cairo Gizé | 11 – 13 de abril     | Abdul Fatah Khalil Al-Sisi | Presidente do Egito                     | Visita de Estado. Agenda - - Receção na chegada ao Aeroporto Internacional do Cairo. - Cerimónia oficial de boas-vindas no Palácio de Heliópolis, no Cairo, com honras militares. Encontro com o presidente Abdel Fattah El-Sisi, primeiro a sós e depois alargado às delegações. - Cerimónia de assinatura de memorandos de entendimento entre entidades portuguesas e egípcias, no Palácio de Heliópolis, seguida de declarações à comunicação social. - Almoço oferecido pelo presidente Abdel Fattah El-Sisi. - Encontro com o grande imã da Mesquita de Alazar, Sheikh Ahmed el-Tayeb, seguido de conferência na Universidade de Alazar, no Cairo. - Visita à Mesquita de Alazar, no Cairo. - Encontro com o presidente da Câmara dos Representantes, Ali Abdel Aal, no Cairo. - Encontro com o primeiro-ministro, Sherif Ismail, na Sede do Conselho de Ministros, no Cairo. - Sessão de encerramento do Fórum Económico Portugal-Egito, no Cairo. - Encontro com a comunidade portuguesa residente no Egito, no Cairo. - Visita à Necrópole de Gizé, especificamente à Grande Pirâmide, à Esfinge e às obras de construção do Grande Museu Egípcio. - Visita ao Museu Egípcio, no Cairo. - Encontro com o Papa Teodoro II de Alexandria, primeiro a sós e depois alargado às delegações, no Patriarcado Copto-Ortodoxo, no Cairo. - Visita à Igreja de São Pedro e São Paulo, no Cairo, e deposição de uma coroa de flores no memorial de homenagem às vítimas do Atentado no Cairo em 2016. |
| Espanha                   | Madrid Salamanca | 15 – 18 de abril     | Filipe VI                  | Rei de Espanha                          | Visita de Estado. Agenda - Madrid: - Receção na chegada ao Aeroporto de Madrid-Barajas e declarações à comunicação social no Palácio Real d'O Pardo. - Receção formal no Palácio Real de Madrid, com honras militares. Encontro informal com os reis Filipe VI e Letizia e desfile da Guarda Real. - Cerimónia de entrega da chave de ouro da cidade de Madrid, na Casa de la Villa (antigo edifício dos Paços do Concelho). - Deposição de uma coroa de flores no Monumento aos Caídos por Espanha, na Plaza de la Lealtad. - Audiência com o rei Filipe VI, seguida de almoço privado oferecido pelos reis de Espanha, no Palácio da Zarzuela. - Conferência sob o tema “Portugal e Espanha: Europa e América Latina”, na Universidade Carlos III. - Jantar de gala oferecido pelos reis Filipe VI e Letizia, no Palácio Real de Madrid. - Sessão de abertura do Encontro Empresarial Espanha-Portugal, na sede da Confederação Espanhola de Organizações Empresariais. - Encontro com jovens portugueses, na residência oficial do embaixador de Portugal em Madrid. - Encontro com o presidente do Governo de Espanha, Mariano Rajoy, no Palácio da Moncloa, seguido de almoço de trabalho. - Discurso perante a sessão conjunta do Congresso dos Deputados e do Senado, no Palácio das Cortes. - Visita à exposição “Pessoa. Toda a arte é uma forma de literatura”, no Museu Nacional Centro de Arte Reina Sofia, juntamente com o rei Filipe VI. - Receção de retribuição em honra dos reis Filipe VI e Letizia, no Palácio Real d'O Pardo, com concerto de fado por Cuca Roseta, seguida de visita, juntamente com os reis de Espanha, à “Mostra de Peças e Obras da Vista Alegre e da Carpe Diem”, no Pátio dos Áustrias do Palácio. Balanço à comunicação social da visita de Estado. Salamanca: - Visita ao evento “Startup Olé 2018”, no Colegio del Arzobispo Fonseca, juntamente com o rei Filipe VI. - Participação num ato solene oferecido pela Universidade de Salamanca, juntamente com o rei Filipe VI. - Almoço oferecido pelo presidente da Junta de Castela e Leão, Juan Vicente Herrera Campo, no Parador de Salamanca. |
| Espanha                   | Salamanca | 21 de maio           | Filipe VI                  | Rei de Espanha                          | Comemorações dos 800 anos da Universidade de Salamanca. Agenda - - Participação e intervenção no IV Encontro Internacional de Reitores Universia. - Receção oferecida pelo rei Filipe VI. |
| Estados Unidos            | Boston Providence New Bedford | 10 – 11 de junho     | —                          | —                                       | Comemorações do Dia de Portugal, de Camões e das Comunidades Portuguesas. Agenda - - Cerimónia do içar da Bandeira Nacional, na Praça do Município de Boston, e visita ao Festival Português de Boston, organizado por associações da comunidade portuguesa residente no Estado do Massachusetts. - Visita ao Festival WaterFire e ao arraial português, em Providence. Entrega da chave da cidade de Providence ao presidente Marcelo Rebelo de Sousa. - Sessão solene comemorativa do Dia de Portugal no Parlamento Estadual do Massachusetts, em Boston. - Receção a diversas personalidades da comunidade portuguesa do Massachusetts e da Nova Inglaterra, a bordo do NRP Sagres, atracado no Porto de Boston. Assinatura de memorandos de entendimento entre várias entidades portuguesas e norte-americanas. - Visita ao Museu da Baleia e convívio com a comunidade portuguesa na Harbour View Gallery, em New Bedford. |
| Rússia                    | Moscovo | 19 – 20 de junho     | Vladimir Putin             | Presidente da Rússia                    | Assistência ao jogo Portugal-Marrocos, no âmbito do Campeonato Mundial de Futebol de 2018, no Estádio Lujniki. Agenda - - Receção, no Aeroporto Internacional Vnukovo, pelo Chefe de Protocolo do Estado Russo. - Encontro com o presidente Vladimir Putin, no Grande Palácio do Kremlin. |
| Estados Unidos            | Manassas Washington, D.C. | 26 – 27 de junho     | Donald Trump               | Presidente dos Estados Unidos           | Visita de Trabalho. Agenda - - Encontro com a comunidade portuguesa da Virgínia, do Maryland e de Washington, no Virginia Portuguese Community Center, em Manassas. - Encontro com o presidente Donald Trump, a sós e posteriormente alargado às delegações, na Sala Oval da Casa Branca, em Washington, D.C.. - Balanço do encontro com o presidente Donald Trump, em conjunto com jornalistas portugueses, na Chancelaria da Embaixada de Portugal em Washington, D.C.. - Receção Toast to America, nos jardins da Residência da Embaixada de Portugal em Washington, D.C., que incluiu um brinde com vinho da Madeira, o mesmo utilizado na data da assinatura da Declaração da Independência dos Estados Unidos. |
| Rússia                    | Sóchi | 30 de junho          | —                          | —                                       | Assistência ao jogo Portugal-Uruguai, no âmbito do Campeonato Mundial de Futebol de 2018, no Estádio Olímpico de Fisht. |
| Áustria                   | Salzburgo | 27 de julho          | Alexander van der Bellen   | Presidente da Áustria                   | Visita a convite do presidente Alexander van der Bellen. Agenda - - Revista à Guarda de Honra, audição dos hinos nacionais da Áustria e de Portugal e saudação à bandeira, na Praça Mozart. - Assistência, como convidado de honra, ao ato oficial de abertura do Festival de Salzburgo 2018, na Felsenreitschule, antiga escola de equitação da cidade. - Almoço oferecido pelo governador do Estado de Salzburgo, Wilfried Haslauer Jr., e pelo presidente da Câmara de Salzburgo, Harald Preuner. - Breve encontro com os representantes permanentes em Bruxelas dos estados-membros da União Europeia, no âmbito da Presidência do Conselho da União Europeia, detida, de forma rotativa, pela Áustria no segundo semestre de 2018. - Encontro de trabalho com o presidente Alexander van der Bellen, seguido de conferência de imprensa conjunta. - Assistência à récita de A Flauta Mágica, de Mozart, no Grande Auditório, no âmbito do Festival de Salzburgo 2018. Contacto com o chanceler da Áustria, Sebastian Kurz, e com a primeira-ministra do Reino Unido, Theresa May, também convidados de honra desta edição do Festival. |
| Espanha                   | Corunha | 30 de outubro        | Filipe VI                  | Rei de Espanha                          | Cerimónia de entrega do prémio Fernández Latorre, atribuído na sua 60.ª edição pela Fundação Santiago Rey Fernández-Latorre ao presidente Marcelo Rebelo de Sousa, que recebeu o prémio das mãos do rei Filipe VI, no Museu Santiago Rey Fernández-Latorre. |
| França                    | Paris | 10 – 11 de novembro  | Emmanuel Macron            | Presidente de França                    | Comemorações do centenário do Armistício da Primeira Guerra Mundial. Agenda - - Visita à exposição “Portugal e a Grande Guerra”, no Consulado-Geral de Portugal em Paris. - Visita à exposição “Les contes cruels”, de Paula Rego, no Musée de l'Orangerie. - Visita à exposição “Gris, vide, cris”, de Rui Chafes e Alberto Giacometti, na delegação da Fundação Calouste Gulbenkian em Paris. - Jantar oficial oferecido pelo presidente Emmanuel Macron aos chefes de Estado estrangeiros reunidos para as comemorações do centenário do Armistício da Primeira Guerra Mundial, no Museu de Orsay. Visita à exposição “Picasso Bleu et Rose”. Passeio a pé pelas ruas de Paris. - Cerimónia militar evocativa do Centenário do Armistício Primeira Guerra Mundial, no Arco do Triunfo. - Almoço oficial oferecido pelo presidente Emmanuel Macron aos chefes de Estado estrangeiros reunidos para as comemorações do centenário do Armistício da Primeira Guerra Mundial, no Palácio do Eliseu. - Participação na cerimónia de abertura do Fórum de Paris sobre a Paz e numa masterclass dos alunos de Sciences Po com o tema “Governação num Mundo Globalizado”, juntamente com os presidentes Iván Duque Márquez, da Colômbia, e Muhammadu Buhari, da Nigéria, na Grande Halle de La Villette. Oferta do Livro do Desassossego, de Fernando Pessoa, à "Biblioteca da Paz". |
| Brasil                    | Brasília | 30 – 31 de dezembro  | —                          | —                                       | Participação na cerimónia de tomada de posse de Jair Bolsonaro como presidente do Brasil. A 30 e 31 de dezembro, conforme previsto na resolução autorizando a sua deslocação ao Brasil, o presidente Marcelo Rebelo de Sousa efetuou, a meio da viagem para o Brasil, uma escala em Cabo Verde, que incluiu um convívio com populares na Prainha e uma visita à Rádio de Cabo Verde. Esta escala não foi classificada como visita autónoma, na medida em que o objeto da resolução era uma deslocação ao Brasil e não a Cabo Verde (país referido apenas a título de escala). |

## 2019
| País                | Cidade/Região                                                     | Período                 | Anfitrião               | Anfitrião                                | Detalhes |
| País                | Cidade/Região                                                     | Período                 | Nome(s)                 | Cargo(s)                                 | Detalhes |
| ------------------- | ----------------------------------------------------------------- | ----------------------- | ----------------------- | ---------------------------------------- | --- |
| Brasil              | Brasília                                                          | 1 – 3 de janeiro        | Jair Bolsonaro          | Presidente do Brasil                     | Participação na cerimónia de tomada de posse de Jair Bolsonaro como presidente do Brasil. Agenda - - Jantar com o presidente de Cabo Verde, Jorge Carlos Fonseca, e representantes da Comunidade dos Países de Língua Portuguesa (CPLP), na Embaixada de Portugal em Brasília. - Cerimónia de tomada de posse do presidente Jair Bolsonaro, no Congresso Nacional do Brasil. - Discurso do presidente Jair Bolsonaro, que apresentou cumprimentos às delegações de Estados estrangeiros, no Palácio do Planalto. - Receção oferecida pelo presidente Jair Bolsonaro às delegações de Estados estrangeiros, no Palácio Itamaraty. - Encontro com o presidente Jair Bolsonaro, no Palácio do Planalto. |
| Panamá              | Cidade do Panamá                                                  | 25 – 27 de janeiro      | Juan Carlos Varela      | Presidente do Panamá                     | Participação na XXXIV edição das Jornadas Mundiais da Juventude, em que Lisboa foi anunciada como sede da Jornada Mundial da Juventude de 2022, a convite do presidente Juan Carlos Varela. A 25 de janeiro, apesar de não estar previsto na resolução, o presidente Marcelo Rebelo de Sousa efetuou, a meio da viagem para o Panamá, uma escala em Cabo Verde, que incluiu um almoço com o presidente de Cabo Verde, Jorge Carlos Fonseca, na sequência dos incidentes ocorridos no bairro da Jamaica, no Seixal, a 20 de janeiro. Esta escala não foi classificada como visita autónoma, na medida em que o objeto da resolução era uma deslocação ao Panamá e não a Cabo Verde. Agenda - - Receção com honras militares no Aeroporto Internacional Tocumen. - Via-Sacra com os jovens peregrinos e convívio com jovens peregrinos portugueses, no Campo Santa Maria La Antigua. - Pequeno-almoço de trabalho com o presidente Juan Carlos Varela, no Palácio de las Garzas. - Missa celebrada pelo Papa Francisco, com consagração do altar da Catedral-Basílica de Santa Maria La Antigua. - Encontro com o presidente Juan Carlos Varela, no Palácio de las Garzas. - Missa da Jornada Mundial da Juventude celebrada pelo Papa Francisco, no Campo São João Paulo II (Metro Park), no fim da qual foi anunciada, pelo Papa Francisco, a escolha de Lisboa como sede da edição de 2023 das Jornadas Mundiais da Juventude. |
| Espanha             | Madrid Cabanillas del Campo Guadalajara                           | 20 de fevereiro         | Filipe VI               | Rei de Espanha                           | Participação, como convidado de honra, na cerimónia de entrega do Prémio Mundial Paz e Liberdade ao rei Filipe VI, no âmbito do XXVI Congresso bienal da Associação Mundial de Juristas, promovido pela Associação Mundial de Juristas. Agenda - - Sessão de encerramento do XXVI Congresso bienal da Associação Mundial de Juristas, com entrega do Prémio Mundial Paz e Liberdade ao rei Filipe VI, no Teatro Real de Madrid. - Almoço oferecido pelos reis Filipe VI e Letizia, no Palácio da Zarzuela. - Visita à plataforma logística do Grupo Luís Simões, em Cabanillas del Campo. - Inauguração da plataforma logística do Grupo Luís Simões, em Guadalajara. |
| Angola              | Luanda Lubango Benguela Lobito Catumbela                          | 5 – 9 de março          | João Lourenço           | Presidente de Angola                     | Visita de Estado. Agenda - Luanda: - Cerimónia de boas-vindas na chegada ao Aeroporto Internacional 4 de Fevereiro, com alas militares de cortesia e apresentação de cumprimentos pelo embaixador de Portugal em Luanda, João Caetano da Silva, e pelas autoridades angolanas. - Assistência ao desfile de Carnaval de Luanda. - Deposição de uma coroa de flores no Memorial António Agostinho Neto. - Cerimónia de boas-vindas pelo presidente João Lourenço, no Palácio Presidencial, com prestação de honras militares, execução dos hinos nacionais, revista à guarda de honra e apresentação das delegações portuguesa e angolana. Abertura das conversações ministeriais, com assinatura de protocolos de cooperação, e encontro a sós com o presidente João Lourenço, seguido de conferência de imprensa no jardim do Palácio Presidencial. - Discurso na sessão solene extraordinária da Assembleia Nacional de Angola, precedida de encontro com o presidente da Assembleia Nacional, Fernando da Piedade Dias dos Santos, na sala de audiências da Assembleia Nacional. - Aula-debate com alunos, na Universidade Agostinho Neto. - Visita às exposições “(Re)Encontros”, de Cecília Costa, e “Contagem Decrescente”, de José Silva Pinto, no Centro Cultural Português. - Jantar oficial oferecido pelo presidente João Lourenço, no Palácio Presidencial. Lubango: - Receção pelo governador da província da Huíla, Luís da Fonseca Nunes, e pela população local no Aeroporto Internacional da Mukanka. - Encontro com o governador Luís da Fonseca Nunes, na sede do Governo Provincial da Huíla, seguido de sessão solene, na presença dos elementos do Governo Provincial. - Aula-debate com alunos, na Universidade Mandume ya Ndemufayo. - Almoço oferecido pelo governador Luís da Fonseca Nunes, com a participação da comunidade portuguesa da província da Huíla, em Nossa Senhora do Monte. - Visita à Escola Portuguesa do Lubango. - Despedida do governador Luís da Fonseca Nunes, no Aeroporto Internacional da Mukanka. Benguela: - Encontro com o governador da província de Benguela, Rui Falcão, e sessão de encerramento do Fórum Económico Portugal-Angola, no Palácio do Governador. Lobito: - Jantar em honra da comunidade portuguesa de Benguela, a bordo do NRP Álvares Cabral, no Porto do Lobito. - Visita à sede do Porto do Lobito. - Viagem de comboio até Catumbela, juntamente com o ministro dos Transportes de Angola, Ricardo de Abreu, e o governador da província de Benguela, Rui Falcão. Catumbela: - Chegada à estação ferroviária de Catumbela e contacto com a população. Benguela: - Almoço oferecido pelo governador Rui Falcão, no Palácio do Governador, seguido de cerimónia de entrega das chaves da cidade. Luanda: - Cerimónia de entrega do Prémio Manuel António da Mota, no Hotel Epic Sana. - Receção e concerto oferecidos em honra do presidente João Lourenço. - Visita ao Laboratório Central Agroalimentar. - Visita ao Museu Nacional de História Militar de Angola, na Fortaleza de São Miguel de Luanda. - Cerimónia oficial de despedida, no Palácio Presidencial de Angola, precedida de reunião a sós com o presidente João Lourenço. - Encontro com o arcebispo emérito de Luanda, D. Alexandre do Nascimento, no Paço Episcopal. - Encontro com a comunidade portuguesa residente na província de Luanda e balanço da visita de Estado em encontro com a comunicação social, na Escola Portuguesa de Luanda. - Despedida do embaixador João Caetano da Silva e das autoridades angolanas, no Aeroporto Internacional 4 de Fevereiro. Ainda no período de autorização de permanência no estrangeiro (3 a 10 de março), conforme previsto na resolução autorizando a sua deslocação a Angola, o presidente Marcelo Rebelo de Sousa efetuou escalas em Cabo Verde (3 e 4 de março), visitando a Igreja de Nossa Senhora do Rosário, na Cidade Velha da Praia, e convivendo com populares; em S. Tomé e Príncipe (4 e 5 de março), onde concedeu uma audiência ao primeiro-ministro Jorge Bom Jesus e teve um jantar privado com o presidente Evaristo Carvalho; e novamente em Cabo Verde (10 de março), onde teve um jantar com o presidente Jorge Carlos Fonseca e visitou a biblioteca da Escola de Salineiro, na Cidade Velha da Praia. |
| China               | Pequim Xangai Macau                                               | 26 de abril – 1 de maio | Xi Jinping              | Presidente da República Popular da China | Participação na II edição do Fórum Faixa e Rota, seguida de Visita de Estado. Agenda - Pequim: - Cerimónia de boas-vindas na chegada ao Aeroporto Internacional de Pequim-Capital, com apresentação de cumprimentos pelo embaixador de Portugal em Pequim, José Augusto Duarte, e pelas autoridades chinesas. - Visita à Muralha da China, junto à porta Badaling. - Jantar de gala oferecido pelo presidente Xi Jinping aos chefes de Estado e de Governo que participaram na II edição do Fórum Faixa e Rota, no Palácio do Povo. - Sessões de trabalho da II edição do Fórum Faixa e Rota, no Centro Internacional de Conferências Lago Yanqi, e intervenção na terceira sessão, subordinada ao tema Promoting green and sustainable development to implement the UN 2030 agenda. - Jantar com os presidentes de algumas das maiores empresas chinesas com investimentos em Portugal, na residência oficial do embaixador de Portugal em Pequim. - Visita guiada à Cidade Proibida. - Almoço com os principais agentes de difusão da língua e cultura portuguesas na China, na residência oficial do embaixador de Portugal em Pequim. - Jantar com os maiores exportadores portugueses para o mercado chinês, na residência oficial do embaixador de Portugal em Pequim. - Deposição de uma coroa de flores no Monumento aos Heróis do Povo, na Praça Tiananmen. - Encontro com o primeiro-ministro Li Keqiang, no Centro de Hóspedes do Estado Chinês Diaoyutai. - Visita ao Templo Budista dos Lamas. - Cerimónia de boas-vindas pelo presidente Xi Jinping, no Palácio do Povo, com prestação de honras militares, execução dos hinos nacionais, revista à guarda de honra e apresentação das delegações portuguesa e chinesa. Encontro a sós com o presidente Xi Jinping, depois alargado às respetivas delegações, seguido de assinatura de acordos bilaterais. Banquete oficial oferecido pelo presidente Xi Jinping, no Palácio do Povo. Xangai: - Reunião com o secretário do Partido Comunista Chinês para Xangai, Li Qiang, que ofereceu seguidamente um almoço no Hotel Radisson Blu. - Sessão de abertura do seminário económico Portugal-China, no Hotel Sukhothai, com assinatura de memorandos de entendimento. - Visita ao campus de Hongkou da Universidade de Estudos Internacionais de Xangai: breve encontro com o secretário do Partido na Universidade, Feng Jiang, e com o reitor da Universidade, Yansong Li; e encontro com os alunos de licenciatura e mestrado em Português, que declamaram um poema de Luís de Camões e interpretaram fado. - Passeio a pé pelas ruas do Bund, no centro da cidade. - Receção à comunidade portuguesa e a empresários, entidades oficiais e culturais de Xangai, no Hotel Península. Macau: - Visita à Santa Casa da Misericórdia de Macau. - Visita a pé, guiada pelo historiador João Guedes, desde a Praça do Leal Senado até às Ruínas da igreja de São Paulo. - Reunião com o chefe do Executivo de Macau, Fernando Chui Sai-on, na sede do governo de Macau. - Receção à comunidade portuguesa e a autoridades locais, empresários e agentes culturais, na residência oficial do cônsul-geral de Portugal em Macau. - Visita à Escola Portuguesa de Macau. - Visita à chancelaria do Consulado-Geral de Portugal em Macau: inauguração do novo Laboratório Digital de Línguas, assinatura de protocolos, visita à exposição de pintura de Ieong Tai Meng e conferência de imprensa para balanço da visita de Estado. - Jantar oferecido pelo chefe do Executivo de Macau, Fernando Chui Sai-on, no Hotel MGM Macau. |
| São Tomé e Príncipe | Santo António - Ilha do Príncipe Sundy - Ilha do Príncipe         | 28 – 29 de maio         | Evaristo Carvalho       | Presidente de São Tomé e Príncipe        | Comemorações do centenário da confirmação da Teoria da Relatividade Geral, de Albert Einstein. Agenda - - Honras militares na chegada ao Aeroporto da Região Autónoma do Príncipe. - Encontro com o presidente Evaristo Carvalho na Residência Oficial, em Santo António, seguido de receção oficial com membros da comunidade portuguesa residente na ilha do Príncipe. - Observação noturna das estrelas, na Baía de Santo António. - Inauguração do Espaço Ciência e História Sundy, seguida de mostra do Auto de Floripes, na Roça Sundy. Ainda no período de autorização de permanência no estrangeiro (27 a 30 de maio), conforme previsto na resolução autorizando a sua deslocação a S. Tomé e Príncipe, o presidente Marcelo Rebelo de Sousa efetuou escala em Cabo Verde a 30 de maio, onde visitou o Espaço Aberto, instituição de apoio a crianças vulneráveis, no bairro de Safende, na cidade da Praia, a convite da primeira-dama de Cabo Verde, Lígia Fonseca. |
| Cabo Verde          | Praia - Ilha de Santiago Mindelo - Ilha de São Vicente Ilha Brava | 10 – 14 de junho        | Jorge Carlos Fonseca    | Presidente de Cabo Verde                 | Comemorações do Dia de Portugal, de Camões e das Comunidades Portuguesas (10 a 12 de junho), inseridas na deslocação conjunta a Cabo Verde e à Costa do Marfim. Agenda - Ilha de Santiago: - Receção à chegada ao Aeroporto Internacional Nelson Mandela. - Inauguração do parque desportivo da Escola Portuguesa de Cabo Verde, seguida de visita à biblioteca da escola, e encontro com a comunidade portuguesa residente na cidade da Praia, incluindo cerimónia de condecoração de personalidades. Ilha de São Vicente: - Receção à chegada ao Aeroporto Internacional Cesária Évora. - Visita à exposição de pintura de Cabo Verde e arte de África Continental “Akuaba”, no Palácio do Povo. - Passeio a pé e convívio com populares nas ruas da cidade do Mindelo. - Visita ao NRP Álvares Cabral, atracada no Porto do Mindelo, e almoço volante a bordo com autoridades locais. - Inauguração da Kasa D’Artista, Turismo e Cultura, na Praça Amílcar Cabral. - Homenagem aos militares das Forças Expedicionárias Portuguesas em Cabo Verde durante a Segunda Guerra Mundial, sepultados no Cemitério do Mindelo, seguida de deposição de coroa de louros e visita ao Talhão Português. - Encontro com jovens desportistas, acompanhados por Eliseu Pereira dos Santos, jogador de origem cabo-verdiana da Seleção Campeã da Europa de Futebol em 2016, no centro de estágio da Federação Cabo-Verdiana de Futebol. - Desfile militar das Forças Armadas de Cabo Verde e de Portugal, na Praça Amílcar Cabral. - Encontro com a comunidade portuguesa residente na cidade do Mindelo, incluindo cerimónia de condecoração de personalidades, no Hotel Porto Grande. Ilha Brava: - Visita de caráter particular a convite do presidente Jorge Carlos Fonseca. |
| Costa do Marfim     | Abidjan                                                           | 10 – 14 de junho        | Alassane Ouattara       | Presidente da Costa do Marfim            | Visita de Estado (12 a 14 de junho) inserida na deslocação conjunta a Cabo Verde e à Costa do Marfim. Agenda - - Receção à chegada ao Aeroporto Internacional Félix Houphouët-Boigny. - Cerimónia de boas-vindas no Palácio Presidencial, encontro com o presidente Alassane Ouattara, juntamente com as delegações de ambos os países, seguido de assinatura de acordos e protocolos bilaterais e de declarações à comunicação social. - Almoço com empresários portugueses com investimentos na Costa do Marfim. - Visita ao hospital de cuidados materno-infantis “Mère-enfant”, em Bingerville (Abidjan), com a primeira-dama da Costa do Marfim, Dominique Ouattara. - Sessão de encerramento da V edição do Fórum Económico Luso-Marfinense. - Jantar oficial oferecido pelo presidente Alassane Ouattara. - Cerimónia de entrega do diploma de Cidadão Honorário e da chave da cidade de Abidjan ao presidente Marcelo Rebelo de Sousa, que foi nomeado chefe tradicional (Apôh), no “Hôtel du District Autonome” de Abidjan. - Cerimónia de outorga do grau académico de Doutor Honoris Causa ao presidente Marcelo Rebelo de Sousa pela Universidade Félix Houphouët-Boigny. - Visita ao Centro de Tratamento de Resíduos de Abidjan, um investimento da Mota-Engil, na zona industrial de Yopougon. - Encontro com a comunidade portuguesa residente na Costa do Marfim. - Encontro e diálogo em português com alunos marfinenses de língua portuguesa. - Cumprimentos de despedida do presidente Alassane Ouattara no Aeroporto Internacional Félix Houphouët-Boigny. |
| França              | Paris                                                             | 14 de julho             | Emmanuel Macron         | Presidente de França                     | Participação nas comemorações do Dia Nacional de França, a convite do presidente Emmanuel Macron. Agenda - - Cerimónia militar comemorativa do Dia Nacional de França, na Praça da Concórdia. - Almoço oferecido pelo presidente Emmanuel Macron em honra dos chefes de Estado e de Governo presentes nas comemorações, no Palácio do Eliseu. |
| Tunísia             | Tunes                                                             | 27 de julho             | —                       | —                                        | Participação no funeral de Estado do presidente da Tunísia, Béji Caïd Essebsi, primeiro no Palácio de Cartago e posteriormente no cemitério de Jellaz. |
| Alemanha            | Berlim Rostock                                                    | 7 – 9 de agosto         | Frank-Walter Steinmeier | Presidente da Alemanha                   | Visita oficial. Agenda - Berlim: - Honras militares à chegada à parte militar do Aeroporto de Berlim-Tegel. - Inauguração da exposição “Entre a Imaginação e a Memória”, de Paula Rego, com a presença do seu filho Nick Willing, no centro cultural da embaixada de Portugal. - Receção à comunidade portuguesa residente em Berlim, na residência oficial do embaixador de Portugal em Berlim. - Cerimónia de boas-vindas pelo presidente Frank-Walter Steinmeier, no Palácio de Bellevue, com prestação de honras militares, execução dos hinos nacionais, revista à guarda de honra, breve encontro com um grupo de jovens de uma escola bilingue luso-alemã e apresentação das delegações portuguesa e alemã. Encontro a sós com o presidente Frank-Walter Steinmeier nos jardins do Palácio, seguido de almoço de trabalho. Rostock: - Cerimónia de boas-vindas na Câmara Municipal da Cidade Hanseática e Universitária de Rostock (nova designação da cidade), no salão nobre do Município, com assinatura do livro de honra. - Abertura oficial do Festival Hanse Sail 2019, no porto da cidade, e passeio a pé pela estância balnear de Warnemünde. - Receção a bordo da fragata Mecklenburg-Vorpommern. - Concerto de Carminho oferecido por Portugal à cidade de Rostock, na Kurhaus Warnemünde. - Viagem e almoço a bordo da escuna Johann Smidt por convite do presidente Frank-Walter Steinmeier. |
| Itália              | Roma Bolonha                                                      | 11 – 14 de novembro     | Sergio Mattarella       | Presidente de Itália                     | Visita de Estado (11 a 13 de novembro) inserida na deslocação conjunta a Itália e a França. Agenda - Roma: - Receção à chegada à parte militar do Aeroporto de Roma Ciampino. - Inauguração da exposição de fotografias “Papas peregrinos em Fátima”, de Rui Ochoa, no Instituto Português de Santo António, seguida de visita à Igreja de Santo António dos Portugueses. - Receção à comunidade portuguesa residente em Roma, na residência oficial do embaixador de Portugal em Roma. - Encontro com o presidente de Angola, João Lourenço, que se encontrava em visita oficial ao Vaticano, a propósito do 44.º aniversário da independência de Angola. - Cerimónia de boas-vindas e encontro com o presidente Sergio Mattarella, no Palácio do Quirinal, juntamente com as delegações de ambos os países, seguido de declarações à comunicação social. - Encontro com a presidente do Senado de Itália, Elisabetta Casellati, no Palazzo Giustiniani. - Encontro e almoço oficial com o primeiro-ministro de Itália, Giuseppe Conte, no Palazzo Chigi. - Encontro com o presidente da Câmara dos Deputados de Itália, Roberto Fico, no Palácio Montecitório. - Jantar oficial oferecido pelo presidente Sergio Mattarella, no Palácio do Quirinal. - Cerimónia em homenagem ao soldado desconhecido e deposição de coroa de flores no Altar da Pátria. Bolonha: - Encontro com o presidente da região da Emília-Romanha, Stefano Bonaccini, no edifício-sede da região. - Cerimónia de entrega do Sigillum Magnum, atribuído pela Universidade de Bolonha, ao presidente Marcelo Rebelo de Sousa. - Cerimónia oficial de despedida oferecida pelo presidente Sergio Mattarella, na Caserma Luciano Manara. - Encontro e passeio a pé com o presidente da Câmara Municipal de Bolonha, Virginio Merola, até ao Palazzo d'Accursio. - Encontro com estudantes universitários na Cappella Farnese, no Palazzo d'Accursio. |
| França              | Paris                                                             | 11 – 14 de novembro     | —                       | —                                        | Participação numa sessão especial da Academia Francesa (14 de novembro), inserida na deslocação conjunta a Itália e a França. |
| Afeganistão         | Cabul                                                             | 22 de dezembro          | —                       | —                                        | Visita aos 213 militares da Força Nacional Destacada (FND) no Afeganistão, no âmbito da Missão Apoio Resoluto, promovida pela NATO, para combate ao terrorismo, com o propósito de dar formação às forças militares e de segurança e de robustecimento das instituições do Afeganistão, juntamente com o ministro da Defesa Nacional, João Gomes Cravinho, e o chefe do Estado-Maior do Exército, General José Nunes da Fonseca. |

## 2020
| País       | Cidade/Região                              | Período              | Anfitrião       | Anfitrião                | Detalhes |
| País       | Cidade/Região                              | Período              | Nome(s)         | Cargo(s)                 | Detalhes |
| ---------- | ------------------------------------------ | -------------------- | --------------- | ------------------------ | --- |
| Moçambique | Maputo Matola Beira                        | 13 – 17 de janeiro   | Filipe Nyusi    | Presidente de Moçambique | Participação na cerimónia de tomada de posse de Filipe Nyusi como presidente de Moçambique. Agenda - - Receção à chegada ao Aeroporto Internacional de Maputo. - Passeio pelas ruas da baixa de Maputo. - Visita à Academia Aga Khan de Maputo, na Matola. - Encontro com os representantes de associações de albinos de Moçambique, em Maputo. - Encontro bilateral com o presidente Filipe Nyusi, no Palácio da Ponta Vermelha, em Maputo. - Visita à exposição “Português de Moçambique no Caleidoscópio”, no Centro Cultural Português de Maputo, e condecoração da investigadora Perpétua Gonçalves. - Almoço com personalidades moçambicanas das áreas política e jurídica, na residência da Embaixada de Portugal em Maputo. - Visita à Escola Portuguesa de Moçambique, em Maputo, por ocasião do seu 20.º aniversário. - Receção à comunidade portuguesa residente em Maputo. - Cerimónia de tomada de posse do presidente Filipe Nyusi, na Praça da Independência, em Maputo, seguida de almoço oferecido pelo presidente Filipe Nyusi aos dignitários presentes na cerimónia, no Palácio da Ponta Vermelha. Reunião com o presidente de Angola, João Lourenço. - Cerimónia de assinatura dos instrumentos portugueses de apoio ao setor empresarial e ao investimento em Moçambique, no Centro Cultural Português de Maputo. - Receção à chegada ao Aeroporto Internacional da Beira, seguida de visita ao Consulado-Geral de Portugal na Beira. - Visita à exposição “Futuros Presidentes”, no Centro Cultural Português da Beira, e a uma exposição de artistas locais, na Casa do Artista da Beira. - Visita à maternidade e centro de saúde urbano do Macurungo e ao Hospital Central da Beira, na sequência do processo de recuperação após os ciclones Idai e Kenneth, em 2019. - Receção à comunidade portuguesa residente na Beira. - Homenagem aos militares portugueses mortos em combate em Moçambique (1918-1975) e deposição de uma coroa de flores no Monumento aos Combatentes do cemitério de S. José de Lhanguene, em Maputo. - Visita às instalações de Maputo da Cooperação Técnico-Militar Portugal-Moçambique. - Visita à Mesquita Central de Maputo. - Almoço com personalidades moçambicanas das áreas da cultura, do desporto e da educação, seguido de reuniões com delegações dos três maiores partidos políticos moçambicanos, MDM, RENAMO e FRELIMO, na residência da Embaixada de Portugal em Maputo. - Visita à Catedral de Maputo. - Jantar com membros das comunidades religiosas de Moçambique, em Maputo. |
| Índia      | Nova Deli Bombaim Goa (Pangim e Goa Velha) | 13 – 16 de fevereiro | Ram Nath Kovind | Presidente da Índia      | Visita de Estado. Agenda - Nova Deli: - Receção à chegada ao Aeroporto Internacional Indira Gandhi. - Cerimónia de boas-vindas pelo presidente da República Ram Nath Kovind, no Rashtrapati Bhavan. - Cerimónia oficial de homenagem a Mahatma Gandhi, com deposição de coroa de flores no memorial Raj Ghat. - Encontro de trabalho e almoço oficial com o primeiro-ministro Narendra Modi, na Hyderabad House. - Inauguração da instalação “Cha-Chai” (O Bule), de Joana Vasconcelos, no Museu Nacional da Índia. - Audiência ao vice-presidente da República e presidente do Rajya Sabha, Venkaiah Naidu, no hotel "The Imperial". - Encontro com o presidente da República Ram Nath Kovind, que ofereceu seguidamente um banquete de Estado no Rashtrapati Bhavan. Bombaim: - Pequeno-almoço de trabalho com empresários indianos, no hotel "The Oberoi". - Cerimónia de homenagem às vítimas dos atentados de 26 de novembro de 2008 em Bombaim, com deposição de coroa de flores no hotel "The Taj Mahal Palace". - Visita ao Portal da Índia (Gateway of India). - Sessão de encerramento do seminário económico multissetorial Índia-Portugal, no hotel "The Trident". - Reunião, seguida de almoço oficial, com o governador do estado de Maharashtra, Bhagat Singh Koshyari, na Raj Bhavan (Government House). Goa: - Receção à chegada ao Aeroporto de Dabolim e ao hotel "Cidade de Goa". - Cerimónia de assinatura de instrumentos bilaterais, no hotel "Cidade de Goa", em Pangim. - Sessão de abertura do seminário sobre design urbano contemporâneo português, no Palácio do Idalcão, em Pangim. - Reunião, seguida de jantar oficial, com o governador do estado de Goa, Satya Pal Malik, na Raj Bhavan (Government House), em Pangim. - Participação em missa celebrada em português, na igreja de Nossa Senhora da Imaculada Conceição, em Pangim. - Visita à igreja de Santa Mónica, ao túmulo de São Francisco Xavier e ao "Museum of Christian Art", em Goa Velha. - Receção à comunidade portuguesa residente em Goa, em Pangim. |
| Espanha    | Badajoz                                    | 1 de julho           | —               | —                        | Participação na cerimónia oficial de reabertura integral das fronteiras com Espanha, após o seu encerramento na sequência da pandemia de COVID-19, que decorreu no Museu Arqueológico da Alcazaba de Badajoz, do lado espanhol, e no Castelo de Elvas, do lado português, juntamente com o primeiro-ministro, António Costa, o presidente do governo de Espanha, Pedro Sánchez, e o rei de Espanha, Filipe VI. |
| Espanha    | Madrid                                     | 21 de julho          | Filipe VI       | Rei de Espanha           | Visita privada a convite do rei Filipe VI. Agenda - - Visita ao Museu do Prado com o rei Filipe VI. - Almoço oferecido pelo rei Filipe VI, no Palácio da Zarzuela. |
| Espanha    | Ilha da Toxa                               | 1 de outubro         | Filipe VI       | Rei de Espanha           | Participação na cerimónia de abertura da II edição do Fórum La Toja. Agenda - - Encontro com o rei Filipe VI. - Cerimónia de abertura da II edição do Fórum La Toja. |
| Bélgica    | Bruges                                     | 13 de outubro        | —               | —                        | Participação na cerimónia de abertura do ano académico 2020/2021 do Colégio da Europa, designado Promoção Mário Soares. Agenda - - Inauguração de exposição sobre Mário Soares, patente no Colégio da Europa. - Participação e alocução na cerimónia oficial de abertura da Promoção Mário Soares, patrono do ano académico 2020/2021 do Colégio da Europa. |

## 2021
Marcelo Rebelo de Sousa tomou posse para o segundo e último mandato a 9 de março de 2021.
| País                | Cidade/Região                  | Período                   | Anfitrião            | Anfitrião                                  | Detalhes | |
| País                | Cidade/Região                  | Período                   | Nome(s)              | Cargo(s)                                   | Detalhes | |
| ------------------- | ------------------------------ | ------------------------- | -------------------- | ------------------------------------------ | --- | --- |
| Vaticano            | Vaticano                       | 12 de março               | Francisco            | Papa da Igreja Católica                    | Visita inserida na deslocação conjunta ao Vaticano e a Espanha. Agenda - Primeiro país visitado por Marcelo Rebelo de Sousa, no início do segundo e último mandato, por ter sido o primeiro a reconhecer Portugal como Estado independente. - Encontro com o papa Francisco. - Encontro com o secretário de Estado do Vaticano, cardeal Pietro Parolin. | Visita inserida na deslocação conjunta ao Vaticano e a Espanha. Agenda - Primeiro país visitado por Marcelo Rebelo de Sousa, no início do segundo e último mandato, por ter sido o primeiro a reconhecer Portugal como Estado independente. - Encontro com o papa Francisco. - Encontro com o secretário de Estado do Vaticano, cardeal Pietro Parolin. |
| Espanha             | Madrid                         | 12 de março               | Filipe VI            | Rei de Espanha                             | Visita inserida na deslocação conjunta ao Vaticano e a Espanha. Agenda - - Encontro alargado com o rei Filipe VI no Palácio Real de Madrid. - Jantar oferecido pelos reis de Espanha, Filipe VI e Letizia, no Palácio Real de Madrid. | |
| Cabo Verde          | Praia                          | 17 – 18 de maio           | Jorge Carlos Fonseca | Presidente de Cabo Verde                   | Visita de cortesia (17 de maio) inserida na deslocação conjunta a Cabo Verde e à Guiné-Bissau. Agenda - - Encontro e almoço com o presidente Jorge Carlos Fonseca, presidente em exercício da CPLP, no Palácio Presidencial. - Encontro com o primeiro-ministro, Ulisses Correia e Silva, no Palácio do Governo. - Encontro com o presidente da Assembleia Nacional, Jorge Santos, no Palácio da Assembleia Nacional. | |
| Guiné-Bissau        | Bissau                         | 17 – 18 de maio           | Umaro Sissoco Embaló | Presidente da Guiné-Bissau                 | Visita oficial (17 e 18 de maio) inserida na deslocação conjunta a Cabo Verde e à Guiné-Bissau. Agenda - - Receção à chegada ao Aeroporto Internacional Osvaldo Vieira. - Encontro com representantes da comunidade portuguesa na Guiné-Bissau. - Encontro com a Associação dos ex-Combatentes Deficientes das Forças Armadas Portuguesas na Guiné-Bissau. - Deposição de coroa de flores nos túmulos de Amílcar Cabral e João Bernardo "Nino" Vieira, em homenagem aos heróis da libertação, na Forte de Amura. - Inauguração das novas instalações da delegação da RTP África em Bissau. - Cerimónia oficial de boas-vindas no Palácio da República, com execução dos hinos nacionais e revista à guarda de honra, encontro com o presidente Umaro Sissoco Embaló, primeiro a solo e depois alargado às delegações, declarações à imprensa e almoço oferecido pelo presidente Umaro Sissoco Embaló. - Deposição de coroa de flores em homenagem aos antigos combatentes portugueses na Guiné-Bissau, no Cemitério Municipal de Bissau. - Encontro com o presidente da Assembleia Nacional Popular, Cipriano Cassamá, e com os membros da Mesa da Assembleia, no Palácio Colinas de Boé, e com os líderes dos partidos com assento parlamentar, na Embaixada de Portugal em Bissau. - Encontro com o primeiro-ministro, Nuno Gomes Nabiam, no Palácio do Governo. | |
| Eslovénia           | Liubliana Predoslje Bled Kranj | 29 de maio – 4 de junho   | Borut Pahor          | Presidente da Eslovénia                    | Visita oficial (29 de maio a 1 de junho) inserida na deslocação conjunta à Eslovénia, à Bulgária e a Espanha (inicialmente prevista para o período de 30 de maio a 1 de junho). Agenda - - Receção à chegada ao aeroporto Jože Pučnik de Liubliana. - Passeio pelo centro histórico de Liubliana. - Reunião do trio de presidências do Conselho da União Europeia com o presidente Borut Pahor e com o presidente da Alemanha, Frank-Walter Steinmeier, seguido de declarações à imprensa e jantar, no castelo de Brdo, em Predoslje. - Encontro com representantes da comunidade portuguesa residente na Eslovénia, no Grand Hotel Union, em Liubliana. - Cerimónia oficial de boas-vindas na Praça do Congresso, em Liubliana, com execução dos hinos nacionais, revista à guarda de honra, deposição de coroa de flores no Memorial às Vítimas de Todas as Guerras, encontro - primeiro a sós e depois alargado às delegações - com o presidente Borut Pahor no Palácio Presidencial, troca de condecorações e declarações à imprensa. - Encontro com o presidente da Assembleia Nacional, Igor Zorčič, e respetivas delegações, em Liubliana. - Almoço oferecido pelo primeiro-ministro, Janez Janša, na Villa Podroznik, em Liubliana. - Visita à empresa SINERGISE, especializada em sistemas de informação geográfica e informação por satélite para projetos empresariais, de agricultura, de imobiliário e de planeamento territorial, sediada em Liubliana. - Visita guiada ao castelo de Bled e passeio pelo lago Bled, juntamente com o presidente da Câmara Municipal de Bled, Janez Fajfar. - Jantar oficial oferecido pelo presidente Borut Pahor, na Villa Bled. - Assistência ao jogo Portugal-Itália, no âmbito do Campeonato Europeu de Futebol Sub-21, no estádio Stožice, em Liubliana. - Encontro com estudantes de português na Universidade de Ljubljana. - Aula conjunta com o presidente Borut Pahor acerca do futuro da Europa, no Gymnasium (liceu) de Kranj. - Passeio pelo centro histórico de Kranj juntamente com o presidente Borut Pahor e o presidente da Câmara Municipal de Kranj, Matjaž Rakovec, que incluiu um espetáculo de danças tradicionais eslovenas e a inauguração do banco da Paz e da Amizade. - Almoço de retribuição oferecido ao presidente Borut Pahor, no castelo de Brdo, em Predoslje. | |
| Bulgária            | Sófia                          | 29 de maio – 4 de junho   | Rumen Radev          | Presidente da Bulgária                     | Visita oficial (1 a 3 de junho) inserida na deslocação conjunta à Eslovénia, à Bulgária e a Espanha. Agenda - - Receção à chegada ao aeroporto de Sófia. - Jantar privado oferecido pelo presidente Rumen Radev na sua residência. - Cerimónia oficial de boas-vindas na Praça St. Alexander Nevski, com execução dos hinos nacionais, revista à guarda de honra, deposição de coroa de flores no Túmulo do Soldado Desconhecido, encontro - primeiro a sós e depois alargado às delegações - com o presidente Rumen Radev no Palácio Presidencial e conferência de imprensa conjunta. - Almoço oferecido pelo primeiro-ministro interino, Stefan Yanev, na Boyana Residence. - Visita ao museu da cripta da catedral de Santo Alexandre Nevski. - Passeio a pé com passagem pelo edifício da Câmara Municipal de Sófia, onde se encontra uma placa em baixo-relevo de homenagem a Fernando Pessoa, com a presença da presidente da Câmara Municipal de Sófia, Yordanka Fandakova, e pela Feira Internacional do Livro de Sófia. - Jantar oficial oferecido pelo presidente Rumen Radev, no Museu Nacional de História de Sófia. - Visita à Biblioteca Nacional da Bulgária, com visita à exposição “Portugal nos Manuscritos e os Antigos Livros Impressos da Biblioteca Nacional S. Cirilo e São Metódio”, juntamente com o presidente Rumen Radev. - Cerimónia de outorga do grau académico de Doutor Honoris Causa ao presidente Marcelo Rebelo de Sousa pela Universidade de Sófia. - Encontro com membros da comunidade portuguesa e estudantes búlgaros de português, na embaixada de Portugal em Sófia. - Almoço de retribuição oferecido ao presidente Rumen Radev. | |
| Espanha             | Madrid                         | 29 de maio – 4 de junho   | Filipe VI            | Rei de Espanha                             | Participação na cerimónia de lançamento da candidatura conjunta de Portugal e Espanha à organização do Campeonato do Mundo FIFA de 2030 (4 de junho), inserida na deslocação conjunta à Eslovénia, à Bulgária e a Espanha. Agenda - - Encontro com os reis Filipe VI e Letizia no Palácio Real de Madrid, seguido de almoço informal com o rei Filipe VI numa esplanada dos jardins da Praça do Oriente. - Cerimónia de lançamento da candidatura conjunta de Portugal e Espanha à organização do Campeonato do Mundo FIFA de 2030, juntamente com o rei Filipe VI, o presidente do governo de Espanha, Pedro Sánchez, e o primeiro-ministro, António Costa, no estádio Wanda Metropolitano. - Assistência ao jogo Espanha-Portugal, de preparação para o Campeonato Europeu de Futebol de 2020, no estádio Wanda Metropolitano. | |
| Hungria             | Budapeste                      | 14 – 15 de junho          | János Áder           | Presidente da Hungria                      | Assistência ao jogo Portugal-Hungria, no âmbito do Campeonato Europeu de Futebol de 2020. Agenda - - Jantar na residência oficial do embaixador de Portugal em Budapeste. - Almoço oferecido pelo presidente János Áder, no Palácio Sándor. - Inauguração de uma obra em calçada portuguesa comemorativa dos laços entre Lisboa e Budapeste, no jardim Európa Liget, no bairro do Castelo de Buda. - Assistência ao jogo Portugal-Hungria, no âmbito do Campeonato Europeu de Futebol de 2020, no Puskás Aréna. | |
| Brasil              | São Paulo Brasília             | 30 de julho – 2 de agosto | Jair Bolsonaro       | Presidente do Brasil                       | Participação na cerimónia de reinaguração do Museu da Língua Portuguesa, em São Paulo (incluiu escala em Cabo Verde). Agenda - São Paulo: - Receção à chegada ao Aeroporto Internacional de Guarulhos. - Encontro com o antigo presidente do Brasil, Luiz Inácio Lula da Silva, na residência oficial do cônsul-geral de Portugal em São Paulo. - Encontro com o antigo presidente do Brasil, Michel Temer, e o presidente de Cabo Verde, Jorge Carlos Fonseca, no hotel Tivoli Mofarrej. - Cerimónia de reinaguração do Museu da Língua Portuguesa, condecorado com o grau de Membro-Honorário da Ordem de Camões. - Almoço a convite do governador do estado de São Paulo, João Doria, juntamente com os antigos presidentes do Brasil, Fernando Henrique Cardoso e Michel Temer, o presidente de Cabo Verde, Jorge Carlos Fonseca, e representantes das empresas patrocinadoras da recuperação do Museu da Língua Portuguesa, no Palácio dos Bandeirantes. - Encontro com representantes da comunidade portuguesa residente em São Paulo, na Casa de Portugal de São Paulo. - Cerimónia de assinatura do acordo de participação de Portugal como país convidado na Bienal Internacional do Livro de São Paulo, em 2022, no Consulado-Geral de Portugal. - Jantar com o antigo presidente do Brasil, Fernando Henrique Cardoso, no Grémio Português de São Paulo. Brasília: - Visita à exposição “Oréades”, de Marcelo Moscheta, na Chancelaria da Embaixada de Portugal. - Encontro com o presidente da Câmara dos Deputados, Arthur Lira, na Chancelaria da Embaixada de Portugal. - Encontro com o presidente Jair Bolsonaro, no Palácio da Alvorada. | |
| São Tomé e Príncipe | São Tomé                       | 1 – 2 de outubro          | Evaristo Carvalho    | Presidente cessante de São Tomé e Príncipe | Participação na cerimónia de tomada de posse de Carlos Vila Nova como presidente de São Tomé e Príncipe (inicialmente prevista para o período de 28 a 30 de setembro). Agenda - - Receção à chegada ao Aeroporto Internacional de São Tomé. - Cerimónia de condecoração do presidente cessante de São Tomé e Príncipe, Evaristo Carvalho, no salão nobre da Chancelaria da Embaixada de Portugal. - Encontro com o presidente eleito Carlos Vila Nova, na Assembleia Nacional. - Sessão solene de tomada de posse do presidente Carlos Vila Nova, na Assembleia Nacional. - Almoço oferecido pelo presidente Carlos Vila Nova aos chefes de Estado e de delegação presentes na sessão solene de tomada de posse. - Visita ao NRP Zaire, no porto de São Tomé. | |
| São Tomé e Príncipe | São Tomé                       | 1 – 2 de outubro          | Carlos Vila Nova     | Presidente de São Tomé e Príncipe          | Participação na cerimónia de tomada de posse de Carlos Vila Nova como presidente de São Tomé e Príncipe (inicialmente prevista para o período de 28 a 30 de setembro). Agenda - - Receção à chegada ao Aeroporto Internacional de São Tomé. - Cerimónia de condecoração do presidente cessante de São Tomé e Príncipe, Evaristo Carvalho, no salão nobre da Chancelaria da Embaixada de Portugal. - Encontro com o presidente eleito Carlos Vila Nova, na Assembleia Nacional. - Sessão solene de tomada de posse do presidente Carlos Vila Nova, na Assembleia Nacional. - Almoço oferecido pelo presidente Carlos Vila Nova aos chefes de Estado e de delegação presentes na sessão solene de tomada de posse. - Visita ao NRP Zaire, no porto de São Tomé. | |
| Reino Unido         | Londres                        | 22 de outubro             | —                    | —                                          | Participação no encerramento da exposição de Paula Rego na Tate Britain. Agenda - - Visita à exposição retrospetiva de Paula Rego na Tate Britain, juntamente com o filho de Paula Rego, Nick Willing, e a programadora da exposição, Elena Crippa. | |
| Cabo Verde          | Praia                          | 8 – 9 de novembro         | Jorge Carlos Fonseca | Presidente cessante de Cabo Verde          | Participação na cerimónia de tomada de posse de José Maria Neves como presidente de Cabo Verde. Agenda - - Receção à chegada ao Aeroporto Internacional Nelson Mandela. - Passeio, pequeno-almoço e visita ao mercado no centro da cidade da Praia. - Visita à Igreja de Nossa Senhora do Rosário, na Cidade Velha. - Encontro com membros da comunidade portuguesa residente em Cabo Verde, no Centro Cultural Português da Embaixada de Portugal. - Cerimónia de condecoração do presidente cessante de Cabo Verde, Jorge Carlos Fonseca, no Centro Cultural Português da Embaixada de Portugal. - Honras militares e encontro com os chefes de Estado e de delegação presentes na cerimónia de tomada de posse, com o presidente cessante de Cabo Verde, Jorge Carlos Fonseca, e com o presidente da Assembleia Nacional, Austelino Tavares Correia, no Palácio da Assembleia Nacional. - Sessão especial de investidura do presidente José Maria Neves, no Palácio da Assembleia Nacional. - Almoço oferecido pelo presidente José Maria Neves aos chefes de Estado e de delegação presentes na sessão especial de investidura. - Encontro com o presidente José Maria Neves, no Palácio Presidencial. | |
| Cabo Verde          | Praia                          | 8 – 9 de novembro         | José Maria Neves     | Presidente de Cabo Verde                   | Participação na cerimónia de tomada de posse de José Maria Neves como presidente de Cabo Verde. Agenda - - Receção à chegada ao Aeroporto Internacional Nelson Mandela. - Passeio, pequeno-almoço e visita ao mercado no centro da cidade da Praia. - Visita à Igreja de Nossa Senhora do Rosário, na Cidade Velha. - Encontro com membros da comunidade portuguesa residente em Cabo Verde, no Centro Cultural Português da Embaixada de Portugal. - Cerimónia de condecoração do presidente cessante de Cabo Verde, Jorge Carlos Fonseca, no Centro Cultural Português da Embaixada de Portugal. - Honras militares e encontro com os chefes de Estado e de delegação presentes na cerimónia de tomada de posse, com o presidente cessante de Cabo Verde, Jorge Carlos Fonseca, e com o presidente da Assembleia Nacional, Austelino Tavares Correia, no Palácio da Assembleia Nacional. - Sessão especial de investidura do presidente José Maria Neves, no Palácio da Assembleia Nacional. - Almoço oferecido pelo presidente José Maria Neves aos chefes de Estado e de delegação presentes na sessão especial de investidura. - Encontro com o presidente José Maria Neves, no Palácio Presidencial. | |
| Angola              | Luanda                         | 27 – 28 de novembro       | João Lourenço        | Presidente de Angola                       | Participação na Bienal de Luanda 2021 - Fórum Pan-Africano para a Cultura de Paz, organizada pela UNESCO, pela União Africana e pelo Governo de Angola. Agenda - - Receção à chegada ao Aeroporto Internacional 4 de Fevereiro. - Encontro bilateral com o presidente João Lourenço. - Participação na Bienal de Luanda 2021 - Fórum Pan-Africano para a Cultura de Paz, subordinada ao tema da paz, com diálogo intergeracional dos chefes de Estado com jovens. - Visita ao centro de vacinação Paz Flor. - Participação na eucaristia dominical na Igreja da Sagrada Família e encontro com o cardeal D. Alexandre do Nascimento. - Visita à livraria Kiela, propriedade de Ondjaki, e encontro com alunos da Escola Portuguesa de Luanda. - Visita à exposição BOANDA - Cruzamentos artísticos entre Portugal e Angola 2020/2021, no Centro Cultural Português da Embaixada de Portugal. - Jantar com a comunidade empresarial residente em Angola. | |

## 2022
| País           | Cidade/Região                                                                         | Período              | Anfitrião           | Anfitrião                                        | Detalhes |
| País           | Cidade/Região                                                                         | Período              | Nome(s)             | Cargo(s)                                         | Detalhes |
| -------------- | ------------------------------------------------------------------------------------- | -------------------- | ------------------- | ------------------------------------------------ | --- |
| França         | Paris                                                                                 | 11 – 12 de fevereiro | Emmanuel Macron     | Presidente de França                             | Participação na inauguração da Temporada Cruzada Portugal-França 2022 (inserida na deslocação que incluiu participação na One Ocean Summit, em Brest; inicialmente prevista deslocação apenas a Paris de 11 a 12 de fevereiro). Agenda - - Jantar oficial oferecido pelo presidente Emmanuel Macron, no Palácio do Eliseu. - Inauguração da instalação As Três Graças, de Pedro Cabrita Reis, nos Jardins das Tulherias. - Cerimónia de condecoração de cidadãos portugueses, na Embaixada de Portugal. - Assistência ao concerto de abertura da Temporada Cruzada Portugal-França 2022, de Maria João Pires, acompanhada pela Orquestra Gulbenkian, na Philharmonie. |
| Países Baixos  | Haia                                                                                  | 22 de fevereiro      | Guilherme Alexandre | Rei dos Países Baixos                            | Visita à exposição de Paula Rego no Museu Municipal de Haia (inicialmente prevista em conjunto com a deslocação a Reiquiavique, Islândia, de 21 a 23 de fevereiro). Agenda - - Visita à exposição de Paula Rego, no Museu Municipal de Haia (Kunstmuseum Den Haag). - Cerimónia de condecoração do escritor neerlandês Harrie Lemmens, na residência oficial do embaixador de Portugal na Haia. - Encontro com o rei Guilherme Alexandre, no Palácio de Huis ten Bosch. |
| Moçambique     | Maputo Ponta Milibangalala Matola Chimoio                                             | 17 – 20 de março     | Filipe Nyusi        | Presidente de Moçambique                         | Visita oficial (inicialmente prevista para o período de 20 a 23 de janeiro de 2022). Agenda - - Receção pelo presidente Filipe Nyusi à chegada ao Aeroporto Internacional de Maputo, com alas de honra e exibições de cantares e danças tradicionais moçambicanos. - Cerimónia de boas-vindas na sede da Presidência da República de Moçambique, em Maputo, com honras militares, encontro com o presidente Filipe Nyusi, primeiro a sós e depois alargado às delegações, e declarações dos chefes de Estado à comunicação social. - Cerimónia de deposição de coroa de flores no Monumento aos Heróis Moçambicanos, em Maputo, e visita à respetiva cripta. - Visita à Escola Portuguesa de Moçambique, em Maputo, sessão solene de entrega dos Prémios Miguel Torga e Baltazar Rebelo de Sousa e visita guiada à exposição de Reinata Sadimba. - Jantar oficial oferecido pelo presidente Filipe Nyusi, no Palácio da Ponta Vermelha, em Maputo. - Cerimónia de boas-vindas na Assembleia da República de Moçambique, em Maputo, com execução dos hinos nacionais e cumprimento aos membros da Comissão Permamente, e encontro com a presidente da Assembleia da República de Moçambique, Esperança Bias, posteriormente alargado às delegações. - Cerimónia de inauguração do Montebelo Milibangalala Bay and Resort, do Grupo Visabeira, na Ponta Milibangalala, no Parque Nacional de Maputo, distrito de Matatuíne. - Cerimónia de celebração do 30.º aniversário da cooperação entre a Faculdade de Direito da Universidade Eduardo Mondlane e a Faculdade de Direito da Universidade de Lisboa, na reitoria da Universidade Eduardo Mondlane, em Maputo. - Visita à Escola de Fuzileiros Navais moçambicanos, no âmbito da Cooperação Técnico-Militar Portugal-Moçambique, e ao centro militar de treino na Companhia de Fuzileiros Independente, no quadro da Missão de Formação Militar da União Europeia em Moçambique, no bairro de Katembe, em Maputo. - Inauguração da Academia Aga Khan de Maputo, na Matola. - Cerimónia de condecoração de Reinata Sadimba e João Paulo Borges Coelho com o grau de Comendador da Ordem do Infante D. Henrique, no Centro Cultural da Embaixada de Portugal em Maputo. - Receção à chegada ao Aeroporto de Chimoio, com exibições de grupos culturais moçambicanos. - Visita ao centro militar de treino do Dongo, em Chimoio, no quadro da Missão de Formação Militar da União Europeia (EUTM) em Moçambique, e almoço com os militares da missão. - Homenagem aos militares portugueses mortos em combate em Moçambique (1918-1975) e deposição de uma coroa de flores no Monumento aos Combatentes do cemitério de S. José de Lhanguene, em Maputo. - Receção à comunidade portuguesa residente em Maputo, num hotel de Maputo. |
| Espanha        | Madrid Málaga                                                                         | 25 – 26 de abril     | —                   | —                                                | Participação na cerimónia de depósito do legado de José Saramago na Caja de las Letras do Instituto Cervantes, em Madrid, e na inauguração da exposição de Paula Rego no Museu Picasso, em Málaga. Agenda - Madrid: - Cerimónia de depósito de uma representação simbólica do espólio de José Saramago na Caja de las Letras do Instituto Cervantes. - Jantar oferecido pela Câmara de Comércio e Indústria Hispano-Portuguesa e pelo Conselho da Diáspora Portuguesa, no Hotel Mandarín Oriental Ritz. Málaga: - Inauguração da exposição retrospetiva de Paula Rego, no Museu Picasso. |
| Timor-Leste    | Díli Tasitolu                                                                         | 19 – 22 de maio      | Francisco Guterres  | Presidente cessante de Timor-Leste               | Participação nas cerimónias de comemoração do 20.º aniversário da independência de Timor-Leste e de tomada de posse de José Ramos-Horta como presidente de Timor-Leste. Agenda - - Receção à chegada ao Aeroporto Internacional Presidente Nicolau Lobato. - Encontro com o antigo presidente de Timor-Leste, Xanana Gusmão. - Visita a uma feira de artesanato timorense, no Centro de Convenções de Díli. - Encontro com o primeiro-ministro, Taur Matan Ruak, no Palácio do Governo. - Visita ao cemitério de Santa Cruz, em homenagem às vítimas do Massacre de Santa Cruz. - Visita à Escola Portuguesa de Díli - Centro de Ensino e Língua Portuguesa Ruy Cinatti. - Visita à Escola CAFE - Centro de Aprendizagem e Formação Escolar de Díli. - Encontro, troca de condecorações e banquete oferecido pelo presidente cessante de Timor-Leste, Francisco Guterres, no Palácio Presidencial Nicolau Lobato. - Cerimónia de tomada de posse do presidente José Ramos-Horta, em Tasitolu. - Cerimónia do içar da bandeira, comemorativa da restauração da independência de Timor-Leste, no Palácio Presidencial Nicolau Lobato. - Sessão plenária comemorativa do 20.º aniversário da Constituição de Timor-Leste, no Parlamento Nacional. - Encontro e condecoração do padre João Felgueiras, na Escola Amigos de Jesus. - Inauguração da Chancelaria da Embaixada de Portugal e visita a duas exposições no Centro Cultural da Embaixada. - Visita à Universidade Nacional Timor Lorosa'e e diálogo com alunos do Centro de Língua Portuguesa. - Visita ao Arquivo & Museu da Resistência Timorense. - Almoço com professores portugueses residentes em Timor-Leste, no Hotel Timor. - Encontro com o presidente de Timor-Leste, José Ramos-Horta, e o antigo presidente de Timor-Leste, Xanana Gusmão, no Palácio Presidencial Nicolau Lobato. - Receção à comunidade portuguesa residente em Timor-Leste, no Hotel Timor. - Encontro com o secretário-geral do Conselho Muçulmano de Anciãos, Mohamed Abdelsalam. - Encontro com o secretário-geral da Fretilin, Mari Alkatiri. - Cerimónia de despedida no Aeroporto Internacional Presidente Nicolau Lobato. |
| Timor-Leste    | Díli Tasitolu                                                                         | 19 – 22 de maio      | José Ramos-Horta    | Presidente de Timor-Leste                        | Participação nas cerimónias de comemoração do 20.º aniversário da independência de Timor-Leste e de tomada de posse de José Ramos-Horta como presidente de Timor-Leste. Agenda - - Receção à chegada ao Aeroporto Internacional Presidente Nicolau Lobato. - Encontro com o antigo presidente de Timor-Leste, Xanana Gusmão. - Visita a uma feira de artesanato timorense, no Centro de Convenções de Díli. - Encontro com o primeiro-ministro, Taur Matan Ruak, no Palácio do Governo. - Visita ao cemitério de Santa Cruz, em homenagem às vítimas do Massacre de Santa Cruz. - Visita à Escola Portuguesa de Díli - Centro de Ensino e Língua Portuguesa Ruy Cinatti. - Visita à Escola CAFE - Centro de Aprendizagem e Formação Escolar de Díli. - Encontro, troca de condecorações e banquete oferecido pelo presidente cessante de Timor-Leste, Francisco Guterres, no Palácio Presidencial Nicolau Lobato. - Cerimónia de tomada de posse do presidente José Ramos-Horta, em Tasitolu. - Cerimónia do içar da bandeira, comemorativa da restauração da independência de Timor-Leste, no Palácio Presidencial Nicolau Lobato. - Sessão plenária comemorativa do 20.º aniversário da Constituição de Timor-Leste, no Parlamento Nacional. - Encontro e condecoração do padre João Felgueiras, na Escola Amigos de Jesus. - Inauguração da Chancelaria da Embaixada de Portugal e visita a duas exposições no Centro Cultural da Embaixada. - Visita à Universidade Nacional Timor Lorosa'e e diálogo com alunos do Centro de Língua Portuguesa. - Visita ao Arquivo & Museu da Resistência Timorense. - Almoço com professores portugueses residentes em Timor-Leste, no Hotel Timor. - Encontro com o presidente de Timor-Leste, José Ramos-Horta, e o antigo presidente de Timor-Leste, Xanana Gusmão, no Palácio Presidencial Nicolau Lobato. - Receção à comunidade portuguesa residente em Timor-Leste, no Hotel Timor. - Encontro com o secretário-geral do Conselho Muçulmano de Anciãos, Mohamed Abdelsalam. - Encontro com o secretário-geral da Fretilin, Mari Alkatiri. - Cerimónia de despedida no Aeroporto Internacional Presidente Nicolau Lobato. |
| Reino Unido    | Londres                                                                               | 10 – 12 de junho     | —                   | —                                                | Comemorações do Dia de Portugal, de Camões e das Comunidades Portuguesas (10 e 11 de junho), inseridas na deslocação conjunta ao Reino Unido e a Andorra. Agenda - - Receção à comunidade portuguesa residente no Reino Unido e condecoração de personalidades da comunidade portuguesa. - Visita à Escola Anglo-Portuguesa de Londres. - Visita aos hospitais Royal Brompton e Harefield. - Almoço com representantes da comunidade portuguesa no Reino Unido ligados às artes, no Hotel Intercontinental Park Lane. - Visita ao Imperial College London, juntamente com o ministro da Educação do Reino Unido, Nadhim Zahawi. - Jantar com membros da comunidade portuguesa residente no Reino Unido, na residência oficial do embaixador de Portugal em Londres. |
| Andorra        | Andorra-a-Velha                                                                       | 10 – 12 de junho     | Conxita Garcia      | Representante do copríncipe episcopal de Andorra | Participação em encontro com a comunidade portuguesa residente em Andorra (12 de junho), inserida na deslocação conjunta ao Reino Unido e a Andorra. Agenda - - Receção pelos representantes dos copríncipes de Andorra, Conxita Garcia e Pascal Escande, e encontro com a ministra dos Negócios Estrangeiros de Andorra, Maria Ubach i Font, no Edifício Administrativo do Governo de Andorra. - Encontro com a comunidade portuguesa residente em Andorra e a presidente da Câmara Municipal de Andorra-a-Velha, Conxita Marsol, no Centro de Congressos de Andorra-a-Velha. - Convívio com populares, atuações de ranchos folclóricos e degustação de produtos portugueses, na Praça do Povo. |
| Andorra        | Andorra-a-Velha                                                                       | 10 – 12 de junho     | Pascal Escande      | Representante do copríncipe francês de Andorra   | Participação em encontro com a comunidade portuguesa residente em Andorra (12 de junho), inserida na deslocação conjunta ao Reino Unido e a Andorra. Agenda - - Receção pelos representantes dos copríncipes de Andorra, Conxita Garcia e Pascal Escande, e encontro com a ministra dos Negócios Estrangeiros de Andorra, Maria Ubach i Font, no Edifício Administrativo do Governo de Andorra. - Encontro com a comunidade portuguesa residente em Andorra e a presidente da Câmara Municipal de Andorra-a-Velha, Conxita Marsol, no Centro de Congressos de Andorra-a-Velha. - Convívio com populares, atuações de ranchos folclóricos e degustação de produtos portugueses, na Praça do Povo. |
| Brasil         | Rio de Janeiro São Paulo                                                              | 1 – 4 de julho       | —                   | —                                                | Participação nas comemorações do centenário da primeira travessia aérea do Atlântico Sul, no Rio de Janeiro, e na inauguração do dia de Portugal na Bienal Internacional do Livro, em São Paulo (a deslocação a Brasília, a convite do presidente Jair Bolsonaro, foi cancelada após a retirada do convite). Agenda - - Visita a uma exposição comemorativa do centenário da primeira travessia aérea do Atlântico Sul, no Aeroporto Humberto Delgado, em Lisboa, e partida para o Brasil em voo da TAP, comemorativo do centenário primeira travessia aérea do Atlântico Sul. Rio de Janeiro: - Chegada ao Aeroporto Internacional do Rio de Janeiro-Galeão. - Sessão comemorativa do primeiro centenário da travessia aérea do Atlântico Sul, na Orla Prefeito Luiz Paulo Conde. - Inauguração da exposição “Oceano - Mar é Vida”, evocativa do centenário da primeira travessia aérea do Atlântico Sul, e receção à comunidade portuguesa residente no Rio de Janeiro, no Palácio de São Clemente. São Paulo: - Chegada ao Aeroporto de São Paulo-Congonhas. - Abertura oficial da 26.ª edição da Bienal Internacional do Livro de São Paulo, com Portugal como convidado de honra, no Sesc Pinheiros. - Encontro com o antigo presidente do Brasil, Luiz Inácio Lula da Silva, na residência oficial do cônsul-geral de Portugal em São Paulo. - Visita à 26.ª edição da Bienal Internacional do Livro de São Paulo e ao Pavilhão de Portugal, no Expo Center Norte. - Almoço oferecido ao prefeito de São Paulo, Ricardo Nunes, ao governador do estado de São Paulo, Rodrigo Garcia, e a editores e escritores participantes na 26.ª edição da Bienal Internacional do Livro de São Paulo. - Visita à exposição “Travessias”, sobre Gago Coutinho e Sacadura Cabral, no âmbito das comemorações do centenário da primeira travessia aérea do Atlântico Sul, e receção à comunidade portuguesa residente em São Paulo, no Consulado-Geral de Portugal em São Paulo. - Jantar com editores e escritores participantes na 26.ª edição da Bienal Internacional do Livro de São Paulo, no restaurante Tasca da Esquina. - Encontro com o antigo presidente do Brasil, Michel Temer, no hotel Tivoli Mofarrej. - Visita à exposição “Para onde agora? Where to now? Aller où maintenant?”, com curadoria de Gabriela Albergaria, no Museu de Arte Contemporânea da Universidade de São Paulo. - Encontro com o antigo presidente do Brasil, Fernando Henrique Cardoso. |
| Angola         | Luanda                                                                                | 27 – 28 de agosto    | João Lourenço       | Presidente de Angola                             | Participação no funeral de Estado do antigo presidente de Angola, José Eduardo dos Santos, no Memorial António Agostinho Neto. Agenda - - Encontro com o presidente João Lourenço. - Encontros com os presidentes de São Tomé e Príncipe, Carlos Vila Nova, de Cabo Verde, José Maria Neves, da Guiné-Bissau, Umaro Sissoco Embaló, e de Moçambique, Filipe Nyusi. |
| Brasil         | Brasília Taguatinga Rio de Janeiro                                                    | 6 – 9 de setembro    | Jair Bolsonaro      | Presidente do Brasil                             | Visita oficial para participação nas celebrações do bicentenário da Independência do Brasil. Agenda - Brasília e Taguatinga: - Chegada ao Aeroporto Internacional de Brasília. - Encontro bilateral com o presidente Jair Bolsonaro, no Palácio Itamaraty, em Brasília, e visita à exposição "Um Coração Ardoroso: Vida e Legado de Dom Pedro I". - Receção comemorativa do bicentenário da Independência do Brasil, no Palácio Itamaraty, em Brasília, juntamente com o presidente Jair Bolsonaro e os presidentes da Guiné-Bissau, Umaro Sissoco Embaló, e de Cabo Verde, José Maria Neves. - Participação no Desfile Cívico-Militar do 7 de Setembro, na Esplanada dos Ministérios, em Brasília. - Almoço, na residência oficial do embaixador de Portugal em Brasília, oferecido a chefes de Estado e de Governo de países da Comunidade dos Países de Língua Portuguesa: os presidentes da Guiné-Bissau, Umaro Sissoco Embaló, e de Cabo Verde, José Maria Neves, o ministro das Relações Exteriores do Brasil, Carlos França, o ministro da Presidência para Assuntos da Casa Civil de Moçambique, Constantino Bacela, e o secretário executivo da CPLP, Zacarias da Costa. - Encontro com a comunidade portuguesa residente na área de jurisdição consular de Brasília, que inclui o Distrito Federal e os estados de Mato Grosso, Goiás, Tocantins e Rondônia, nas instalações da Associação Portuguesa de Brasília, em Taguatinga. - Visita à Livraria Travessa, em Brasília. - Jantar oferecido pelo presidente do Senado Federal do Brasil, Rodrigo Pacheco, na residência oficial do presidente do Senado Federal, em Brasília. - Discurso na sessão solene do bicentenário da Independência do Brasil, no plenário da Câmara dos Deputados do Brasil, no Congresso Nacional. Rio de Janeiro: - Chegada ao Aeroporto do Rio de Janeiro-Santos Dumont. - Receção à comunidade portuguesa residente no Rio de Janeiro, a militares de marinhas aliadas de Portugal e à guarnição do navio, a bordo do NRP Sagres. |
| Angola         | Luanda                                                                                | 14 – 15 de setembro  | João Lourenço       | Presidente de Angola                             | Participação na cerimónia de tomada de posse de João Lourenço para o segundo mandato como presidente de Angola, no Memorial António Agostinho Neto. Agenda - - Encontros bilaterais com chefes de Estado de países africanos e com membros de organizações multilaterais. |
| Reino Unido    | Londres                                                                               | 18 – 19 de setembro  | Carlos III          | Rei do Reino Unido                               | Participação nas cerimónias fúnebres da rainha Isabel II. Agenda - - Velório da rainha Isabel II, na Abadia de Westminster. - Assinatura do livro de condolências pela morte da rainha Isabel II, na Lancaster House. - Receção oferecida pelo rei Carlos III, no Palácio de Buckingham, aos chefes de Estado e de governo presentes nas cerimónias fúnebres da rainha Isabel II. - Funeral de Estado da rainha Isabel II, na Abadia de Westminster. |
| Estados Unidos | San Diego Artesia San José Gustine Turlock Stanford São Francisco Napa Valley Tiburon | 24 – 28 de setembro  | —                   | —                                                | Visita à costa oeste dos Estados Unidos para contacto com as comunidades emigrantes e lusodescendentes. Agenda - - Almoço com a comunidade portuguesa residente em San Diego, na United Portuguese Society of the Espírito Santo, em San Diego. - Celebração das festas dos santos populares da comunidade portuguesa residente em Artesia, no Divino Espírito Santo Portuguese Hall, em Artesia, no condado de Los Angeles. - Encontro e almoço com a comunidade portuguesa residente na área da Baía de São Francisco, na Irmandade do Espírito Santo, em San José. - Encontro com a comunidade portuguesa residente na área do Vale de San Joaquin, na Gustine Pentecost Society Hall, em Gustine. - Jantar com luso-americanos e lusodescendentes eleitos para cargos políticos na Califórnia, em Turlock. - Discurso na sessão inaugural do seminário "Soluções para um futuro sustentável em Portugal e na Califórnia", na Universidade Stanford. - Encontro com empreendedores portugueses residentes na Califórnia, no Shack15, em São Francisco. - Visita à fábrica Amorim Cork America, em Napa Valley. - Cerimónia de condecoração de dois membros da comunidade portuguesa residente na Califórnia, no Consulado-Geral de Portugal em São Francisco. - Assistência ao jogo de basebol San Francisco Giants vs Colorado Rockies, comemorativo da Portuguese Heritage Night, no Oracle Park, em São Francisco. - Cerimónia de colocação da primeira pedra no monumento de azulejo em homenagem aos produtores de laticínios portugueses radicados na área da Baía de São Francisco, em Tiburon. |
| Chipre         | Nicósia                                                                               | 8 – 9 de outubro     | Nicos Anastasiades  | Presidente de Chipre                             | Visita oficial (inserida na deslocação conjunta a Malta, para o 17.º encontro do Grupo de Arraiolos, e a Chipre). Agenda - - Cerimónia de boas-vindas no Palácio Presidencial, com revista à guarda de honra, execução dos hinos nacionais e deposição de coroa de flores junto à estátua do primeiro presidente de Chipre, Arcebispo Makarios III. - Encontro restrito e depois alargado às delegações com o presidente Nicos Anastasiades, no Palácio Presidencial, e assinatura do Acordo de Troca e Proteção Mútua de Informação Classificada, seguida de declarações à imprensa. - Encontro com a presidente da Câmara dos Representantes de Chipre, Annita Demetriou, na Câmara dos Representantes. - Visita ao centro histórico de Nicósia, guiada pela vereadora da Câmara Municipal de Nicósia, Eleni Loukaidou. - Encontro com a comunidade portuguesa residente em Chipre, na residência oficial da embaixadora de Portugal em Nicósia. - Jantar oferecido pelo presidente Nicos Anastasiades, no Palácio Presidencial. |
| Irlanda        | Dublin Enniskerry                                                                     | 19 – 20 de outubro   | Michael Higgins     | Presidente da Irlanda                            | Visita de Estado. Agenda - - Encontro com o presidente Michael Higgins, em Áras an Uachtaráin (residência oficial do Presidente da Irlanda em Dublin), primeiro a sós e depois alargado às delegações, com assinatura do livro de honra, honras militares, execução dos hinos nacionais, revista à guarda de honra, plantação de uma árvore no jardim da residência oficial e cerimónia do toque do sino da paz. - Cerimónia de homenagem às vítimas tombadas pela causa da liberdade irlandesa, no Garden of Remembrance, em Dublin, com deposição de coroa de flores, execução dos hinos nacionais e um minuto de silêncio. - Passeio pelas ruas de Dublin e visita à livraria Hodges Figgis, a mais antiga da Irlanda. - Encontro com o primeiro-ministro da Irlanda, Micheál Martin, nos Edifícios do Governo, em Dublin. - Encontro com o presidente do Senado da Irlanda, Mark Daly, e com o vice-presidente da Assembleia da Irlanda, Seán Ó Fearghaíl, na Leinster House, em Dublin, seguido de assinatura dos livros de honra, encontro com os deputados do Grupo Parlamentar de Amizade Portugal-Irlanda e visita às duas câmaras do Parlamento Nacional da Irlanda. - Visita ao Museu da Literatura da Irlanda, em Dublin, acompanhado pela presidente da Câmara Municipal de Dublin, Caroline Conroy. - Jantar oficial oferecido pelo presidente Michael Higgins, em Áras an Uachtaráin (residência oficial do Presidente da Irlanda em Dublin). - Visita à exposição "Her Story", sobre o papel das mulheres no processo de paz na Irlanda do Norte, no Glencree Centre for Peace and Reconciliation, em Enniskerry, seguida de encontro com um grupo de mulheres do "Women's Leadership Programme" e sessão de diálogo com líderes políticos irlandeses. - Visita ao navio de investigação marinha, oceanográfica e ambiental, Research Vessel Tom Crean, do Marine Institute Ireland, em Sir John Rogerson's Quay, em Dublin, juntamente com o presidente Michael Higgins. - Cerimónia de outorga do grau académico de Doutor Honoris Causa ao presidente Marcelo Rebelo de Sousa pela University College Dublin, seguida de encontro com estudantes e investigadores portugueses. - Receção de retribuição oferecida ao presidente Michael Higgins e encontro com a comunidade portuguesa residente na Irlanda, em Farmleigh House, em Dublin. |
| Catar          | Doha                                                                                  | 24 de novembro       | —                   | —                                                | Assistência ao jogo Portugal-Gana, no âmbito do Campeonato Mundial de Futebol de 2022, no Estádio 974 (incluiu participação na conferência Futuro da Educação de Qualidade). |
| Cabo Verde     | Mindelo                                                                               | 9 – 10 de dezembro   | José Maria Neves    | Presidente de Cabo Verde                         | Participação na cerimónia de homenagem e de outorga do grau académico de Doutor Honoris Causa, a título póstumo, a Amílcar Cabral. Agenda - - Receção à chegada ao Aeroporto Internacional Cesária Évora e encontro com o presidente José Maria Neves. - Cerimónia de homenagem e de outorga do grau académico de Doutor Honoris Causa, a título póstumo, a Amílcar Cabral, na Universidade do Mindelo. - Assistência ao jogo Portugal-Marrocos, no âmbito do Campeonato Mundial de Futebol de 2022, no restaurante Caravela Mindelo, na Praia da Laginha. - Visita à exposição fotográfica sobre a vida e obra de Amílcar Cabral, no Centro Cultural do Mindelo. - Cerimónia de descerramento de placa comemorativa do centenário da primeira travessia aérea do Atlântico Sul, que teve escala em Cabo Verde, junto ao monumento de homenagem a Gago Coutinho e Sacadura Cabral, na Avenida Marginal. - Cerimónia de assinatura do protocolo de cooperação entre as Casas Civis da Presidência da República Portuguesa e da Presidência da República de Cabo Verde, no Palácio do Povo. - Receção oferecida pelo presidente José Maria Neves, no Palácio do Povo. - Apresentação especial da peça A Peste Branca, pelo Grupo de Teatro do Centro Cultural Português do Mindelo, numa adaptação de Ensaio sobre a Lucidez, no âmbito do centenário do nascimento de José Saramago. |
| Roménia        | Deveselu                                                                              | 20 de dezembro       | Klaus Iohannis      | Presidente da Roménia                            | Visita aos 212 militares da 2.ª Força Nacional Destacada (FND) na base militar de Deveselu, no âmbito da missão Tailored Forward Presence da NATO, aos militares que se encontram em missão ao abrigo da Enhanced Vigilance Activity e aos militares que se encontram ao nível bilateral na Special Operations Land Task Unit, juntamente com a ministra da Defesa Nacional, Helena Carreiras, e o chefe do Estado-Maior do Exército, General José Nunes da Fonseca. Agenda - - Briefing com militares da Força Nacional Destacada. - Visita a uma exposição de material e equipamento militar. - Almoço-convívio com os militares. - Receção com honras militares e encontro privado com o presidente Klaus Iohannis, seguido de conferência de imprensa. |
| Brasil         | Brasília                                                                              | 31 de dezembro       | —                   | —                                                | Participação na cerimónia de tomada de posse de Luiz Inácio Lula da Silva como presidente do Brasil. Agenda - - Encontro com a vice-primeira-ministra da Ucrânia, Yulia Svyrydenko, na Embaixada de Portugal em Brasília. - Jantar e passagem de ano na residência oficial do embaixador de Portugal em Brasília. |

## 2023
| País                 | Cidade/Região                       | Período             | Anfitrião                 | Anfitrião                          | Detalhes |
| País                 | Cidade/Região                       | Período             | Nome(s)                   | Cargo(s)                           | Detalhes |
| -------------------- | ----------------------------------- | ------------------- | ------------------------- | ---------------------------------- | --- |
| Brasil               | Brasília                            | 1 – 2 de janeiro    | Luiz Inácio Lula da Silva | Presidente do Brasil               | Participação na cerimónia de tomada de posse de Luiz Inácio Lula da Silva como presidente do Brasil. Agenda - - Encontro e almoço informal com o rei de Espanha, Filipe VI. - Sessão solene de tomada de posse do presidente Luiz Inácio Lula da Silva, no Congresso Nacional do Brasil. - Entrega da faixa presidencial, discurso do presidente Luiz Inácio Lula da Silva e sessão de cumprimentos, no Palácio do Planalto. - Receção oferecida pelo presidente Luiz Inácio Lula da Silva às delegações de Estados estrangeiros, no Palácio Itamaraty. - Reunião com o presidente Luiz Inácio Lula da Silva, no Palácio Itamaraty. |
| Vaticano             | Vaticano                            | 5 de janeiro        | Francisco                 | Papa da Igreja Católica            | Participação nas exéquias fúnebres do Papa Emérito Bento XVI. Agenda - - Encontro com o papa Francisco, na Basílica de São Pedro. - Funeral do papa emérito Bento XVI, na Basílica de São Pedro. |
| República Dominicana | São Domingos                        | 23 de março         | Luis Abinader             | Presidente da República Dominicana | Visita oficial (inserida na deslocação que incluiu participação na XXVIII Cimeira Ibero-Americana). Agenda - - Cerimónia oficial de boas-vindas pelo presidente Luis Abinader, no Palácio Nacional, com honras militares, execução dos hinos nacionais de Portugal e da República Dominicana e revista à guarda de honra, seguidas de encontro com o presidente Luis Abinader, primeiro restrito e depois alargado às delegações, assinatura de acordos de cooperação entre Portugal e a República Dominicana, troca de condecorações e prestação de declarações à comunicação social. - Cerimónia de homenagem aos pais da pátria da República Dominicana, Juan Pablo Duarte, Francisco do Rosario Sánchez e Ramón Matías Mella, com deposição de coroa de flores, honras militares, execução dos hinos nacionais de Portugal e da República Dominicana, toque de silêncio e deposição de uma rosa no altar do monumento, no Parque da Independência. - Encontro alargado às delegações com o presidente do Senado, Eduardo Estrella, e o presidente da Câmara dos Deputados da República Dominicana, Alfredo Pacheco, seguido de sessão solene e intervenção no Congresso Nacional. - Encontro com a comunidade portuguesa residente na República Dominicana, no hotel El Embajador. Ainda no período de autorização de permanência no estrangeiro (22 a 26 de março), conforme previsto na resolução autorizando a sua deslocação à República Dominicana, o presidente Marcelo Rebelo de Sousa deslocou-se ao Luxembrgo a 26 de março, juntamente com o primeiro-ministro, António Costa, tendo tido um encontro com os grão-duques do Luxemburgo, Henrique e Maria Teresa, no Palácio Grão-Ducal e um encontro com a comunidade portuguesa residente no Luxemburgo, no hotel Le Royal, e tendo ainda assistido ao jogo Portugal-Luxemburgo, no âmbito da qualificação para o Campeonato Europeu de Futebol de 2024. Esta visita ao Luxemburgo não foi contabilizada como deslocação, já que o objeto da resolução aprovada era uma deslocação à República Dominicana e não ao Luxemburgo. |
| Reino Unido          | Londres                             | 5 – 6 de maio       | Carlos III                | Rei do Reino Unido                 | Participação na cerimónia de coroação dos reis Carlos III e Camila. Agenda - - Receção oferecida pelo rei Carlos III, no Palácio de Buckingham, aos chefes de Estado e de governo presentes na sua cerimónia de coroação. - Cerimónia de coroação dos reis Carlos III e Camila, na Abadia de Westminster. |
| Espanha              | Cuacos de Yuste                     | 8 – 9 de maio       | Filipe VI                 | Rei de Espanha                     | Participação, a convite do presidente da Junta da Estremadura e do Patronato da Fundação Academia Europeia e Iberoamericana de Yuste, Guillermo Fernández Vara, na cerimónia de atribuição do Prémio Europeu Carlos V ao secretário-geral da ONU, António Guterres (inserida na deslocação conjunta a Yuste, Espanha, e às instituições europeias, em Estrasburgo, França). Agenda - - Jantar oferecido pelo rei Filipe VI, no Mosteiro de São Jerónimo de Yuste. - Cerimónia de atribuição do Prémio Europeu Carlos V ao secretário-geral da ONU, António Guterres, no Mosteiro de São Jerónimo de Yuste. |
| África do Sul        | Cidade do Cabo Pretória Joanesburgo | 5 – 7 de junho      | Cyril Ramaphosa           | Presidente da África do Sul        | Visita de Estado a convite do presidente Cyril Ramaphosa para participação nas comemorações do Dia de Portugal, de Camões e das Comunidades Portuguesas. Agenda - - Visita às Forças Nacionais Destacadas na África do Sul, no âmbito da missão Mar Aberto 23, e receção a bordo do NRP Setúbal, no Porto da Cidade do Cabo. - Receção à comunidade portuguesa residente na Cidade do Cabo e cerimónia de condecorações, na Associação Portuguesa do Cabo da Boa Esperança. - Cerimónia oficial de boas-vindas pelo presidente Cyril Ramaphosa, nos Union Buildings, em Pretória, com honras militares, execução dos hinos nacionais de Portugal e da África do Sul, salvas de 21 tiros e revista à guarda de honra, seguidas de encontro com o presidente Cyril Ramaphosa, primeiro restrito e depois alargado às delegações, assinatura do acordo de defesa entre Portugal e a África do Sul e conferência de imprensa. - Almoço oficial oferecido pelo presidente Cyril Ramaphosa, na sua residência oficial, em Pretória. - Cerimónia de homenagem aos mortos em combate pela liberdade, tanto na África do Sul, como a nível internacional, no Freedom Park, em Pretória, com visita ao Wall of Names e deposição de coroa de flores junto da Eternal Flame. - Visita guiada pelo ativista político John Kani ao Museu do Apartheid, em Joanesburgo, juntamente com o primeiro-ministro, António Costa. - Almoço com a comunidade portuguesa residente em Joanesburgo e cerimónia de condecorações, na Associação União Cultural, Desportiva e Recreativa de Joanesburgo, juntamente com o primeiro-ministro, António Costa. - Visita ao Centro de Língua Portuguesa do Instituto Camões e encontro com estudantes de língua portuguesa na Universidade do Witwatersrand, em Joanesburgo, juntamente com o primeiro-ministro, António Costa. - Receção à comunidade portuguesa residente em Pretória e cerimónia de condecorações, na Associação da Comunidade Portuguesa de Pretória, juntamente com o primeiro-ministro, António Costa. |
| Reino Unido          | Londres                             | 14 – 15 de junho    | Carlos III                | Rei do Reino Unido                 | Visita oficial por ocasião das comemorações do 650.º aniversário dos tratados de Tagilde e de Londres, que marcaram o início da Aliança Luso-Britânica. Agenda - - Visita ao espaço de Portugal no festival de gastronomia Taste of London, em Regent's Park (cancelada devido a um atraso). - Jantar organizado pela Câmara de Comércio Portuguesa no Reino Unido e o Conselho da Diáspora Portuguesa, no Cavalry and Guards Club. - Encontro com o rei Carlos III, no Palácio de Buckingham, com honras militares, execução dos hinos nacionais de Portugal e do Reino Unido, revista à guarda de honra e condecoração do rei Carlos III com o Grande-Colar da Ordem Militar da Torre e Espada, do Valor, Lealdade e Mérito. - Cerimónia comemorativa do 650.º aniversário dos tratados de Tagilde e de Londres, com honras militares, missa de ação de graças, execução dos hinos nacionais de Portugal e do Reino Unido e visualização de uma cópia original do Tratado de Paz, Amizade e Aliança (Tratado de Londres de 1373), que marcou o início da Aliança Luso-Britânica, na Capela da Rainha, anexa ao Palácio de St. James, que foi utilizada pela rainha Catarina de Bragança, princesa portuguesa casada com o rei Carlos II de Inglaterra, e que possui um brasão com a combinação de armas de Portugal e do Reino Unido. - Receção oferecida por Charles Wellesley, 9.º Duque de Wellington, em honra do presidente Marcelo Rebelo de Sousa, em Apsley House, com a presença do príncipe Ricardo, Duque de Gloucester, e da mulher, Birgitte. |
| Polónia              | Varsóvia                            | 20 – 24 de agosto   | Andrzej Duda              | Presidente da Polónia              | Visita oficial (20 a 22 de agosto; as datas de 20 a 25 de agosto, previstas para a deslocação à Polónia, incluíam uma possível deslocação à Ucrânia, não previamente divulgada por questões de segurança, e que veio a ser objeto de projeto de resolução autónomo; no entanto, tendo sido realizadas de forma sequencial, as visitas à Polónia e à Ucrânia consideram-se uma única deslocação). Agenda - - Receção à chegada ao Aeroporto Frédéric Chopin de Varsóvia. - Visita ao Museu POLIN – A História dos Judeus Polacos. - Encontro com o reitor da Universidade de Varsóvia, Alojzy Nowak, seguido de encontro com estudantes da Universidade e entrega da Medalha de Honra da Universidade ao presidente Marcelo Rebelo de Sousa, no Palácio Tyszkiewicz Potocki. - Visita guiada à exposição "Centenário das Relações Diplomáticas Portugal-Polónia", de Jan Stanislaw Ciechanowski, professor da Universidade de Varsóvia, inauguração da sala de leitura de língua portuguesa e encontro com a comunidade portuguesa residente na Polónia, na Biblioteca Pública de Varsóvia. - Cerimónia oficial de boas-vindas pelo presidente Andrzej Duda, no Palácio Belweder, com honras militares, execução dos hinos nacionais de Portugal e da Polónia, apresentação de cumprimentos pelas altas entidades civis e militares e pelo corpo diplomático e revista à guarda de honra, seguidas de encontro com o presidente Andrzej Duda, primeiro restrito e depois alargado às delegações, conferência de imprensa e almoço oficial oferecido pelo presidente Andrzej Duda. - Cerimónia de deposição de coroa de flores no Monumento ao Soldado Desconhecido. - Encontro com a presidente do Sejm (câmara baixa do Parlamento da Polónia), Elżbieta Witek, e com o presidente do Senado da Polónia, Tomasz Grodzki, na sede da Assembleia Nacional da Polónia. - Encontro com o primeiro-ministro da Polónia, Mateusz Morawiecki, na Chancelaria do Primeiro-Ministro. |
| Ucrânia              | Butcha Moshchun Horenka Irpin Kiev  | 20 – 24 de agosto   | Volodymyr Zelensky        | Presidente da Ucrânia              | Visita de demonstração de solidariedade à Ucrânia no âmbito da invasão da Ucrânia pela Rússia (23 e 24 de agosto). Agenda - - Cerimónia de homenagem às vítimas, no memorial da igreja de Santo André, em Bucha, em cujo adro se encontra uma vala comum com 190 corpos, e visita à exposição que demonstra a descoberta dos corpos, no interior da igreja. - Cerimónia de deposição de coroa de flores em homenagem às vítimas da guerra na Ucrânia e visita a uma trincheira (a primeira por parte de um chefe de Estado), em Moshchun. - Visita ao mural de Banksy, que recria o símbolo da resistência ucraniana nas paredes de edifícios destruídos, em Horenka. - Visita à ponte Romanovsky, destruída durante a invasão russa, em Irpin. Kiev: - Cerimónia de deposição de coroa de flores junto do muro dos defensores caídos pela Ucrânia. - Visita à exposição "Ucrânia - Crucificação", no Museu Nacional de História da Ucrânia. - Participação na III Cimeira da Plataforma da Crimeia, juntamente com o presidente Volodymyr Zelensky, e cerimónia de entrega dos prémios "Lenda Nacional da Ucrânia" a pessoas que se destacaram no desenvolvimento nacional da Ucrânia. - Participação e discurso em ucraniano na cerimónia oficial de comemoração do 32.º aniversário da independência da Ucrânia. - Cerimónia de receção e encontro com o presidente Volodymyr Zelensky, primeiro restrito e depois alargado às delegações, seguido de conferência de imprensa e condecoração do presidente Volodymyr Zelensky com o grau de Grande-Colar da Ordem da Liberdade, no Palácio Presidencial. - Reunião com o primeiro-ministro da Ucrânia, Denys Shmygal, no Conselho de Ministros. - Visita ao Centro de Proteção dos Direitos das Crianças, contacto com crianças apoiadas pelo centro e apresentação sobre o impacto da guerra no direito das crianças ucranianas. - Visita ao Santuário Nacional Santa Sofia, primeiro monumento ucraniano inscrito na lista de património mundial da UNESCO. |
| Canadá               | Montreal Toronto Mississauga        | 13 – 17 de setembro | —                         | —                                  | Visita oficial comemorativa do 70.º aniversário da imigração portuguesa contemporânea no Canadá (embora tenham sido aprovadas em projetos de resolução autónomos, as deslocações ao Canadá, em visita oficial, e a Nova Iorque, nos Estados Unidos, para participação na 78.ª Assembleia Geral da ONU, consideram-se uma única deslocação, por terem sido realizadas de forma sequencial). Agenda - Montreal: - Visita ao Consulado-Geral de Portugal em Montreal. - Passeio pelo centro de Montreal (passagem pelo parque verde da Universidade McGill e visita a duas livrarias locais). - Encontro e jantar com a comunidade portuguesa residente em Montreal, no hotel Le Windsor. - Visita ao Centro Canadiano de Arquitetura e ao acervo museológico com trabalhos do arquiteto Álvaro Siza Vieira. - Visita ao centro comunitário da Missão de Santa Cruz (originalmente denominada Comunidade dos Católicos Portugueses da Diocese de Montreal). - Visita ao bairro português e à sua zona comercial, ao Parque de Portugal, aos murais de homenagem a Aristides de Sousa Mendes e Amália Rodrigues e à Praça de Portugal. Toronto: - Encontro e almoço de trabalho restrito com o primeiro-ministro do Canadá, Justin Trudeau, no One Hotel. - Inauguração da exposição "Movimento Perpétuo: The Portuguese Diaspora in Canada", comemorativa do 70.º aniversário da imigração portuguesa contemporânea no Canadá, juntamente com o primeiro-ministro do Canadá, Justin Trudeau, no Metro Hall. - Encontro com professores e alunos sobre a língua portuguesa no mundo, na Universidade de Toronto, e assinatura de adenda de renovação do protocolo entre o Instituto Camões e a Universidade de Toronto para o leitorado de língua portuguesa em Toronto. - Jantar com empresários portugueses e canadianos, organizado pelo Conselho da Diáspora Portuguesa. - Cerimónia de lançamento da primeira pedra da construção do Centro Magellan, equipamento social cofinanciado pelo município de Toronto e pela comunidade portuguesa residente em Toronto. - Visita à Galeria dos Pioneiros Portugueses. - Visita à Laborers' International Union of North America (LIUNA), o maior sindicato do setor da construção civil da América do Norte, e jantar com a comunidade portuguesa residente em Toronto. - Passeio pelo bairro Little Portugal, visita à igreja de Santa Helena, ao mural representando Idalina Azevedo, de homenagem ao movimento sindical feminista no Canadá, da autoria de Vhils, e à pastelaria portuguesa Nova Era. Mississauga: - Visita à Luso Canadian Charitable Society, obra social destinada a pessoas com deficiência da comunidade portuguesa. |
| França               | Saint-Étienne                       | 1 de outubro        | —                         | —                                  | Assistência ao jogo Portugal-Austrália, no âmbito do Campeonato do Mundo de Rugby de 2023 (apesar de constar da resolução aprovada pela Assembleia da República uma deslocação a Saint-Étienne, França, e à Bélgica, as duas deslocações consideram-se autónomas, uma vez que não foram realizadas de forma sequencial). Agenda - - Assistência ao jogo Portugal-Austrália, no âmbito do Campeonato do Mundo de Rugby de 2023, no Estádio Geoffroy-Guichard. - Encontro com a comunidade portuguesa residente em Saint-Étienne, a convite do presidente da Câmara Municipal de Saint-Étienne, Gaël Perdriau, na Mairie de Saint-Étienne. |
| Bélgica              | Bruxelas Namur Bruges Saint-Gilles  | 17 – 19 de outubro  | Filipe                    | Rei dos Belgas                     | Visita de Estado (apesar de constar da resolução aprovada pela Assembleia da República uma deslocação a Saint-Étienne, França, e à Bélgica, as duas deslocações consideram-se autónomas, uma vez que não foram realizadas de forma sequencial). Agenda - Bruxelas: - Cerimónia oficial de boas-vindas pelos reis Filipe e Matilde, no Palácio Real de Bruxelas, com apresentação de cumprimentos, assinatura do livro de honra e fotografia oficial. - Cerimónia de homenagem aos mortos no Monumento do Túmulo do Soldado Desconhecido, com toque Aux Champs, deposição de coroa de flores e execução dos hinos nacionais de Portugal e da Bélgica (cancelada devido ao ataque terrorista de 16 de outubro de 2023 em Bruxelas). - Encontro com a presidente da Câmara dos Representantes da Bélgica, Eliane Tillieux, com a presidente do Senado da Bélgica, Stephanie D'Hose, e com representantes das duas câmaras parlamentares, na sede do Parlamento Federal da Bélgica. - Almoço com os reis Filipe e Matilde e uma comitiva restrita, no Palácio Real de Bruxelas. - Encontro bilateral com o primeiro-ministro da Bélgica, Alexander De Croo, na sede do Governo Federal da Bélgica (cancelado devido ao ataque terrorista de 16 de outubro de 2023 em Bruxelas). - Encontro com o presidente da Câmara Municipal de Bruxelas, Philippe Close, nos Paços do Concelho de Bruxelas. - Encontro com o presidente e o diretor executivo da Federação das Empresas Belgas, na sede da Federação das Empresas Belgas. - Banquete de Estado oferecido pelos reis Filipe e Matilde, no Castelo Real de Laeken. Namur: - Encontro com estudantes portugueses da Universidade de Namur e apresentação sobre o Observatório Astronómico Antoine Thomas, na Universidade de Namur. - Almoço oficial com o governador da província de Namur, Denis Mathen, seguido de animações folclóricas tradicionais locais, no Palácio Provincial de Namur. Bruxelas: - Encontro com estudantes da Université Libre de Bruxelles e palestra sobre o futuro da Europa após as eleições em junho de 2024, na Universidade Livre de Bruxelas. - Receção de retribuição aos reis Filipe e Matilde, nos Museus Reais de Belas-Artes da Bélgica. Bruges: - Visita ao Porto de Zeebrugge e ao Porto Fluxys. - Almoço com o presidente da Câmara Municipal de Bruges, Dirk De fauw, nos Paços do Concelho de Bruges. - Passeio a pé pelo centro de Bruges e encontro com estudantes do Colégio da Europa, no 2bar. Saint-Gilles: - Encontro com a comunidade portuguesa residente na Bélgica, nos Paços do Concelho de Saint-Gilles.                                                                           |
| Moldávia             | Quixinau Cricova                    | 30 – 31 de outubro  | Maia Sandu                | Presidente da Moldávia             | Visita oficial (a deslocação à Moldávia, prevista para 30 e 31 de outubro, foi antecipada para dia 29 de outubro por questões operacionais, mas a visita oficial propriamente dita decorreu, como previsto, nos dias 30 e 31 de outubro, datas que constam do presente artigo). Agenda - Quixinau: - Cerimónia oficial de boas-vindas pela presidente Maia Sandu, no Palácio Presidencial, com honras militares, execução dos hinos nacionais de Portugal e da Moldávia, revista e desfile da guarda de honra, fotografia oficial, encontro com a presidente Maia Sandu, primeiro a sós e depois alargado às delegações, e assinatura da Carta de Intenções de Cooperação Educacional entre o Conselho de Reitores das Universidades Portuguesas e o Conselho Nacional de Reitores da República da Moldávia, seguida de conferência de imprensa conjunta. - Encontro com o presidente do Parlamento da Moldávia, Igor Grosu, na sede do Parlamento da Moldávia. - Cerimónia de deposição de coroa de flores no monumento a Estêvão, o Grande e Santo. - Almoço oficial oferecido pelo presidente do Parlamento da Moldávia, Igor Grosu, na Residência de Estado Nicolae Iorga. - Encontro com o primeiro-ministro da Moldávia, Dorin Recean, primeiro a sós e depois alargado às delegações, na sede do Governo da Moldávia. Cricova: - Visita à adega subterrânea Cricova Winery. - Jantar oficial oferecido pela presidente Maia Sandu, na adega subterrânea Cricova Winery. Quixinau: - Participação no fórum empresarial Moldávia-Portugal, no ARTCOR – Creative Industries Center, e assinatura de memorando de entendimento entre a Agência Invest Moldova e a AICEP Portugal Global. - Encontro e diálogo com estudantes dos cursos de Relações Internacionais e Direito, sobre o tema "O novo equilíbrio de poderes na Europa e no mundo", na Universidade Estatal da Moldávia. - Visita ao Museu Nacional de Arte da Moldávia. |
| Guiné-Bissau         | Bissau                              | 15 – 16 de novembro | Umaro Sissoco Embaló      | Presidente da Guiné-Bissau         | Visita oficial, a convite do presidente Umaro Sissoco Embaló, para participação nas comemorações do 50.º aniversário da independência da Guiné-Bissau. Agenda - - Receção à chegada ao Aeroporto Internacional Osvaldo Vieira. - Jantar oficial de boas-vindas oferecido pelo presidente Umaro Sissoco Embaló, no Hotel Hala. - Cerimónia comemorativa do 50.º aniversário da independência da Guiné-Bissau, na Avenida Amílcar Cabral, com discurso solene do presidente Umaro Sissoco Embaló, desfile cívico-militar e inauguração da Rua Presidente Marcelo Rebelo de Sousa. - Inauguração da exposição sobre Amílcar Cabral, organizada pela Comissão Comemorativa dos 50 Anos do 25 de abril, e almoço oferecido pelo presidente Umaro Sissoco Embaló em honra dos chefes de Estado e de governo presentes nas comemorações do 50.º aniversário da independência da Guiné-Bissau, no Palácio Presidencial. |

## 2024
| País          | Cidade/Região                                           | Período                 | Anfitrião           | Anfitrião                   | Detalhes |
| País          | Cidade/Região                                           | Período                 | Nome(s)             | Cargo(s)                    | Detalhes |
| ------------- | ------------------------------------------------------- | ----------------------- | ------------------- | --------------------------- | --- |
| França        | Paris                                                   | 5 de janeiro            | Emmanuel Macron     | Presidente de França        | Participação na cerimónia fúnebre de homenagem a Jacques Delors, no Hôtel des Invalides, a convite do presidente Emmanuel Macron. |
| Cabo Verde    | Praia Tarrafal                                          | 30 de abril – 2 de maio | José Maria Neves    | Presidente de Cabo Verde    | Participação nas comemorações do 50.º aniversário da libertação do Campo de Concentração do Tarrafal, seguida de visita de Estado. Agenda - Praia: - Visita à Escola Portuguesa de Cabo Verde. - Visita à Grande Feira do Livro de Cabo Verde. - Visita à exposição "25 de Abril - Ontem e Hoje", no Arquivo Nacional de Cabo Verde. - Receção à comunidade portuguesa residente em Cabo Verde, na residência oficial do embaixador de Portugal em Cabo Verde. Tarrafal: - Sessão solene de comemoração do 50.º aniversário da libertação dos presos políticos do Campo de Concentração do Tarrafal e conferência "Campo de Concentração do Tarrafal: Genealogia Histórica, Modelos de Repressão e Memórias Transnacionais de Resistência", pelo historiador Victor Barros. - Almoço oferecido pelo presidente José Maria Neves, no Mercado Municipal do Tarrafal. - Visita ao Museu do Campo de Concentração do Tarrafal - Museu da Resistência e inauguração da exposição "Tarrafal - da Repressão à Liberdade". - Concerto da Liberdade com os artistas Teresa Salgueiro (Portugal), Paulo Flores (Angola), Karyna Gomes (Guiné-Bissau) e Mário Lúcio (Cabo Verde). Praia: - Cerimónia de deposição de coroa de flores no Memorial Amílcar Cabral. - Cerimónia oficial de boas-vindas pelo presidente José Maria Neves, no Palácio Presidencial, com honras militares, execução dos hinos nacionais de Portugal e Cabo Verde, revista à guarda de honra, fotografia oficial, encontro a sós com o presidente José Maria Neves, conferência de imprensa conjunta, visita e doação de livros à Biblioteca Presidente António Mascarenhas Monteiro e almoço oficial oferecido pelo presidente José Maria Neves. - Encontro com o presidente, Austelino Tavares Correia, os grupos parlamentares e a mesa da Assembleia Nacional de Cabo Verde. - Encontro com o primeiro-ministro de Cabo Verde, Ulisses Correia e Silva, no Palácio do Governo. - Cerimónia de assinatura do acordo de parceria entre o Camões - Instituto da Cooperação e da Língua, I.P. e a Inforpress - Agência Cabo-verdiana de Notícias, relativo ao processo de capacitação profissional da comunicação social em Cabo Verde. - Aula-debate "Democracia em Tempo de Crises", proferida pelo presidente Marcelo Rebelo de Sousa, com alunos e professores da Universidade de Cabo Verde. - Cumprimentos de despedida pelo presidente José Maria Neves, no Palácio Presidencial.                                                                               |
| Itália        | Roma                                                    | 22 de maio              | Sergio Mattarella   | Presidente de Itália        | Participação na inauguração da exposição fotográfica "A madrugada que eu esperava", por ocasião das comemorações do 50.º aniversário da Revolução de 25 de Abril de 1974 (inserida na deslocação que incluiu participação na Conferência sobre o Estado da União 2024, em Florença). Agenda - - Cerimónia de inauguração da exposição fotográfica "A madrugada que eu esperava", por ocasião das comemorações do 50.º aniversário da Revolução de 25 de Abril de 1974, no complexo cultural do Mattatoio, que incluiu receção pelo presidente da Câmara de Roma, Roberto Gualtieri, e interpretação do tema "Grândola, Vila Morena" pelo coro do conservatório da Escola de Música do Mattatoio. - Jantar privado com o presidente Sergio Mattarella. |
| Suíça         | Cantão de Genebra (Petit-Lancy e Carouge) Berna Zurique | 11 – 12 de junho        | Viola Amherd        | Presidente Federal da Suíça | Visita oficial para participação nas comemorações do Dia de Portugal, de Camões e das Comunidades Portuguesas (Cantão de Genebra e Zurique) e reunião com a Presidente Viola Amherd (Berna). Agenda - Cantão de Genebra: - Encontro e debate com alunos do ensino de Português no estrangeiro, na escola Cycle d'orientation des Grandes-Communes, em Petit-Lancy. - Receção à comunidade portuguesa residente em Genebra, no Teatro de Carouge. Berna: - Reunião bilateral com a Presidente Viola Amherd, no Bernerhof, juntamente com o primeiro-ministro, Luís Montenegro, e o ministro dos Negócios Estrangeiros da Suíça, Ignazio Cassis. Zurique: - Encontro com representantes da comunidade portuguesa residente na Suíça (conselheiros das comunidades portuguesas, conselheiros da diáspora e presidentes de associações portuguesas na Suíça), no Zunfthaus zur Zimmerleuten. - Receção à comunidade portuguesa residente em Zurique, no Auditório Careum, com concerto de jovens músicos portugueses residentes na Suíça. |
| Suíça         | Bürgenstock                                             | 15 – 16 de junho        | Viola Amherd        | Presidente Federal da Suíça | Participação na Conferência para a Paz na Ucrânia, organizada pela Suíça, juntamente com o ministro de Estado e dos Negócios Estrangeiros, Paulo Rangel. |
| Alemanha      | Gelsenkirchen                                           | 26 de junho             | —                   | —                           | Assistência ao jogo Portugal-Geórgia no âmbito do Campeonato Europeu de Futebol de 2024. |
| França        | Paris                                                   | 25 – 26 de julho        | Emmanuel Macron     | Presidente de França        | Participação na cerimónia de abertura dos Jogos Olímpicos de Verão de 2024. Agenda - - Cerimónia de condecoração do cantor português Tony Carreira, na embaixada de Portugal em Paris. - Cerimónia de receção e boas-vindas pelo presidente Emmanuel Macron aos dignitários internacionais presentes para a cerimónia de abertura dos Jogos Olímpicos de Verão de 2024, no Palácio do Eliseu. - Cerimónia de abertura dos Jogos Olímpicos de Verão de 2024. - |
| Irlanda       | Dublin                                                  | 4 de setembro           | Michael Higgins     | Presidente da Irlanda       | Encontro de trabalho com o presidente Michael Higgins (deslocação inicialmente prevista para 27 de agosto de 2024, mas cancelada devido ao sismo de 26 de agosto de 2024). |
| Países Baixos | Amesterdão Haia Delft                                   | 9 – 11 de dezembro      | Guilherme Alexandre | Rei dos Países Baixos       | Visita de Estado. Agenda - Amesterdão: - Encontro com a comunidade portuguesa residente nos Países Baixos, na Associação Portuguesa de Amesterdão. - Reunião com os representantes da comunidade portuguesa residente nos Países Baixos, juntamente com o ministro da Economia, Pedro Reis, e a secretária de Estado dos Assuntos Europeus, Inês Domingos. - Cerimónia oficial de boas-vindas pelo rei Guilherme Alexandre, na Praça Dam, com execução dos hinos nacionais de Portugal e dos Países Baixos, revista à guarda de honra, apresentação das delegações oficiais, deposição de coroa de floras no Monumento Nacional em memória das vítimas da Segunda Guerra Mundial e almoço privado com os reis Guilherme Alexandre e Máxima, no Palácio Real de Amesterdão. - Participação, juntamente com o rei Guilherme Alexandre, na sessão de abertura do Seminário Económico, no Hotel Pestana Riverside, e reunião com os participantes nos três painéis do seminário. - Visita à Sinagoga Portuguesa de Amesterdão, incluindo a Sinagoga de Inverno e a Biblioteca Ets Raim (a mais antiga biblioteca judaica do mundo em funcionamento), juntamente com o rei Guilherme Alexandre. - Reunião com investigadores e académicos portugueses radicados nos Países Baixos. - Banquete oferecido pelos reis Guilherme Alexandre e Máxima em honra do presidente Marcelo Rebelo de Sousa, no Palácio Real de Amesterdão. Haia: - Visita à Primeira Câmara (Senado) dos Países Baixos, seguido de encontro com o presidente da Primeira Câmara, Jan Anthonie Bruijin, e com a secretária-geral adjunta da Segunda Câmara (Câmara dos Representantes), Daijmar Van Twist. - Encontro com o primeiro-ministro dos Países Baixos, Dick Schoof, no museu Mauritshuis, seguido de almoço de trabalho com os reis Guilherme Alexandre e Máxima, membros dos Governos português e neerlandês e representantes de empresas. - Visita ao Palácio da Paz e encontro com o presidente do Tribunal Internacional de Justiça, Nawaf Salam, o secretário-geral do Tribunal Permanente de Arbitragem, Marcin Czepelak, e o secretário-geral da Academia de Direito Internacional de Haia, Jean-Marc Thouvenin. Delft: - Visita à Deltares, uma empresa neerlandesa que trabalha em soluções inovadoras na área da gestão de recursos hídricos, juntamente com o rei Guilherme Alexandre. Amesterdão: - Receção de retribuição oferecida pelo presidente Marcelo Rebelo de Sousa aos reis Guilherme Alexandre e Máxima, no Royal Tropical Institute. |
| Cabo Verde    | Praia                                                   | 19 de dezembro          | José Maria Neves    | Presidente de Cabo Verde    | Participação nas comemorações do 50.º aniversário da assinatura do Acordo de Lisboa, entre o Governo de Portugal e o Partido Africano para a Independência da Guiné e Cabo Verde (PAIGC), que fixou os termos da descolonização do território de Cabo Verde. Agenda - Praia: - Receção com honras militares pelo presidente José Maria Neves, no Palácio Presidencial. - Reunião com o presidente José Maria Neves. - Cerimónia de homenagem, na Sala Beijing do Palácio Presidencial, aos representantes que assinaram o Acordo de Lisboa para a descolonização de Cabo Verde - pelo Governo de Portugal, Ernesto Melo Antunes, Mário Soares e António de Almeida Santos - e, pelo Partido Africano para a Independência da Guiné e Cabo Verde, Pedro Pires, Amaro da Luz e José Luís Fernandes. |
| Eslováquia    | Bratislava Lešť                                         | 21 de dezembro          | Peter Pellegrini    | Presidente da Eslováquia    | Visita à Força Nacional Destacada (FND) no campo de treino militar de Lešť, no âmbito da missão de âmbito internacional da NATO, juntamente com o ministro da Defesa Nacional, Nuno Melo, o Chefe do Estado-Maior-General das Forças Armadas, José Nunes da Fonseca, e o Chefe do Estado-Maior do Exército, Eduardo Mendes Ferrão. Agenda - Bratislava: - Receção com honras militares, revista à guarda de honra, assinatura do livro de honra e reunião com o presidente Peter Pellegrini, no Palácio de Grassalkovich. Lešť: - Almoço de Natal com os militares portugueses. - Briefing sobre a Força Nacional Destacada. - Visita às instalações do campo de treino. |

## 2025
| País                | Cidade/Região     | Período              | Anfitrião                 | Anfitrião                         | Detalhes |
| País                | Cidade/Região     | Período              | Nome(s)                   | Cargo(s)                          | Detalhes |
| ------------------- | ----------------- | -------------------- | ------------------------- | --------------------------------- | --- |
| Estados Unidos      | Washington, D.C.  | 9 de janeiro         | —                         | —                                 | Participação no funeral de Estado do antigo presidente dos Estados Unidos, Jimmy Carter, na Catedral Nacional de Washington. |
| Noruega             | Bærum (Oslo)      | 2 de fevereiro       | —                         | —                                 | Assistência ao jogo Portugal-França, no âmbito do Campeonato Mundial de Handebol Masculino de 2025, na Unity Arena. |
| Chéquia             | Praga             | 4 – 6 de fevereiro   | Petr Pavel                | Presidente da Chéquia             | Visita oficial. Agenda - - Receção à comunidade portuguesa residente na Chéquia, no Palácio Kaiserstein. - Cerimónia oficial de boas-vindas pelo presidente Petr Pavel, no Castelo de Praga, com honras militares, execução dos hinos nacionais de Portugal e da Chéquia, revista à guarda de honra, reunião com o presidente Petr Pavel - primeiro a sós e depois alargada às delegações - e conferência de imprensa. - Visita ao Museu Nacional de Tecnologia, com oferta ao museu de uma fotografia da viatura oferecida pelo presidente Mário Soares ao presidente Václav Havel para a sua tomada de posse em 1989 e de um documentário sobre a Revolução de Veludo, produzido pela RTP em 2019. - Almoço de trabalho com o presidente do Senado da Chéquia, Miloš Vystrčil, e as delegações de Portugal e da Chéquia, no Palácio Wallenstein. - Visita e receção pela vice-presidente da Câmara dos Deputados da Chéquia, Věra Kovářová, no Palácio Thun. - Encontro com o primeiro-ministro da Chéquia, Petr Fiala, e as delegações de Portugal e da Chéquia, na Villa Kramář. - Jantar oficial oferecido pelo presidente Petr Pavel, no Castelo de Praga. - Encontro com alunos portugueses, professores de língua portuguesa e alunos checos que estão a aprender português em diferentes instituições universitárias checas, na Universidade Carolina, seguido de visita guiada à universidade e palestra subordinada ao tema "A Europa e o mundo em mudança". - Visita ao Mosteiro de Strahov, juntamente com o presidente Petr Pavel. |
| Brasil              | Recife Brasília   | 17 – 18 de fevereiro | Luiz Inácio Lula da Silva | Presidente do Brasil              | Visita oficial. Agenda - Recife: - Visita ao Real Hospital Português, que celebra o seu 170.º aniversário, e cerimónia de homenagem ao seu provedor, Alberto Ferreira da Costa, falecido em outubro de 2024. - Cerimónia de outorga do grau académico de Doutor Honoris Causa ao presidente Marcelo Rebelo de Sousa pela Universidade Federal de Pernambuco. - Receção à comunidade portuguesa e lusobrasileira residente em Pernambuco, no Gabinete Português de Leitura de Pernambuco. Brasília: - Cerimónia oficial de boas-vindas pelo presidente Luiz Inácio Lula da Silva, no Palácio do Planalto, com saudação à bandeira, revista à guarda de honra, execução dos hinos nacionais de Portugal e do Brasil, fotografia oficial e reunião com o presidente Luiz Inácio Lula da Silva - primeiro a sós e depois alargada às delegações. - Encontro com o vice-presidente do Senado Federal do Brasil, Eduardo Gomes. - Encontro com o presidente da Câmara dos Deputados do Brasil, Hugo Motta. - Encontro com o presidente do Supremo Tribunal Federal do Brasil, Luís Roberto Barroso. - Cerimónia de entrega do Prémio Camões 2024 à poetisa Adélia Prado, representada pelo filho, Eugênio Prado, no Palácio Itamaraty, juntamente com o primeiro-ministro, Luís Montenegro. - Jantar oficial oferecido pelo presidente Luiz Inácio Lula da Silva, no Palácio Itamaraty. |
| Eslovénia           | Liubliana Piran   | 17 – 19 de março     | Nataša Pirc Musar         | Presidente da Eslovénia           | Visita oficial. Agenda - Liubliana: - Receção à comunidade portuguesa residente na Eslovénia, no Grand Hotel Union. - Cerimónia oficial de boas-vindas na Praça do Congresso, em Liubliana, com execução dos hinos nacionais de Portugal e da Eslovénia, revista à guarda de honra, deposição de coroa de flores no Memorial às Vítimas de Todas as Guerras, encontro - primeiro a sós e depois alargado às delegações - com a presidente Nataša Pirc Musar no Palácio Presidencial, troca de condecorações, assinatura do Memorando de Entendimento sobre Turismo e conferência de imprensa. - Almoço de trabalho oferecido pelo primeiro-ministro da Eslovénia, Robert Golob, na Villa Podrožnik. - Encontro alargado às delegações com o vice-presidente da Assembleia Nacional da Eslovénia, Danijel Krivec. - Visita ao Hub de Biotecnologia do Instituto Nacional de Biologia, juntamente com a presidente Nataša Pirc Musar. - Participação na sessão de encerramento do Fórum Económico Portugal-Eslovénia, no Grand Hotel Union, juntamente com a presidente Nataša Pirc Musar. - Jantar oficial oferecido pela presidente Nataša Pirc Musar, no Palácio Presidencial. Piran: - Encontro e debate com os estudantes da Universidade Euro-Mediterrânica da Eslovénia, juntamente com a presidente Nataša Pirc Musar. - Visita guiada ao centro histórico de Piran, juntamente com a presidente Nataša Pirc Musar. - Almoço oferecido pela presidente Nataša Pirc Musar, na Villa Tartini.                                                |
| Vaticano            | Vaticano          | 26 de abril          | —                         | —                                 | Participação nas exéquias fúnebres do Papa Francisco. |
| Vaticano            | Vaticano          | 18 de maio           | Leão XIV                  | Papa da Igreja Católica           | Participação nas cerimónias de entronização do Papa Leão XIV. |
| Alemanha            | Estugarda Munique | 7 – 8 de junho       | —                         | —                                 | Participação nas comemorações do Dia de Portugal, de Camões e das Comunidades Portuguesas juntamente com as comunidades portuguesas residentes em Estugarda e Munique. Assistência ao jogo Portugal-Espanha, no âmbito da final da Liga das Nações da UEFA, na Allianz Arena, em Munique. |
| Moçambique          | Maputo Matola     | 24 – 26 de junho     | Daniel Chapo              | Presidente de Moçambique          | Visita oficial, a convite do presidente Daniel Chapo, para participação nas comemorações do 50.º aniversário da independência de Moçambique. Agenda - - Deposição de uma coroa de flores no Monumento aos Heróis Moçambicanos, por parte do presidente Daniel Chapo, e no túmulo de Samora Machel, por parte do presidente Marcelo Rebelo de Sousa, em Maputo. - Cerimónia central comemorativa do 50.º aniversário da independência de Moçambique, no Estádio da Machava (renomeado Estádio da Independência Nacional), na Matola, com exibição da Chama da Unidade, discursos sobre a independência de Moçambique, demonstrações culturais e desfile militar. - Almoço oferecido pelo presidente Daniel Chapo em honra dos chefes de Estado presentes nas comemorações do 50.º aniversário da independência de Moçambique, no Palácio da Ponta Vermelha, em Maputo. - Encontro bilateral com o presidente Daniel Chapo, no Palácio da Ponta Vermelha, em Maputo. - Deposição de uma coroa de flores no Monumento aos Combatentes, no Cemitério de S. José de Lhanguene, em Maputo, em homenagem aos militares portugueses mortos em combate em Moçambique. |
| Cabo Verde          | Praia             | 4 – 5 de julho       | José Maria Neves          | Presidente de Cabo Verde          | Visita oficial, a convite do presidente José Maria Neves, para participação nas comemorações do 50.º aniversário da independência de Cabo Verde. Agenda - - Receção à comunidade portuguesa residente em Cabo Verde, na Residência Oficial da Embaixada de Portugal em Cabo Verde. - Sessão solene na Assembleia Nacional de Cabo Verde, juntamente com o presidente José Maria Neves, o grão-duque Henrique do Luxemburgo, o presidente do Senegal, Bassirou Diomaye Faye, e o presidente da Guiné-Bissau, Umaro Sissoco Embaló. - Almoço oferecido pelo presidente José Maria Neves aos chefes de Estado presentes nas comemorações do 50.º aniversário da independência de Cabo Verde. - Desfile das Forças Armadas e da sociedade civil. - Sessão evocativa do cinquentenário da independência de Cabo Verde, com discurso do presidente Marcelo Rebelo de Sousa e do presidente José Maria Neves. - Receção oficial oferecida pelo presidente José Maria Neves, nos jardins do Palácio Presidencial. |
| São Tomé e Príncipe | São Tomé          | 11 – 13 de julho     | Carlos Vila Nova          | Presidente de São Tomé e Príncipe | Visita oficial, a convite do presidente Carlos Vila Nova, para participação nas comemorações do 50.º aniversário da independência de São Tomé e Príncipe. Agenda - - Receção à comunidade portuguesa residente em São Tomé e Príncipe, no Edifício da Chancelaria da Embaixada de Portugal em São Tomé e Príncipe. - Receção oferecida pelo presidente Carlos Vila Nova por ocasião do 50.º aniversário da independência de São Tomé e Príncipe, no Palácio Presidencial. - Início oficial das comemorações do 50.º aniversário da independência de São Tomé e Príncipe, com a chegada da “Chama da Pátria” e um espetáculo de fogo de artifício, na Praça da Independência. - Ato central das comemorações do 50.º aniversário da independência de São Tomé e Príncipe, na Praça da Independência, com discursos do presidente da Câmara Distrital de Água Grande e do presidente Carlos Vila Nova, bem como desfile das forças militares e paramilitares em parada e de grupos culturais. - Almoço oficial oferecido pelo presidente Carlos Vila Nova ao presidente Marcelo Rebelo de Sousa e aos chefes de delegação, na Assembleia Nacional. |

## Eventos multilaterais (2016–2019)
| Organização                                       | Ano | Ano | Ano                                                                               | Ano |
| Organização                                       | 2016 | 2017 | 2018                                                                              | 2019 |
| ------------------------------------------------- | --- | --- | --------------------------------------------------------------------------------- | --- |
| União Europeia (UE)                               | Visita ao Parlamento Europeu 12 – 13 de abril Estrasburgo, França | Visita de Trabalho às instituições europeias 22 de março · Bruxelas, Bélgica · (Visita conjunta à Bélgica e às instituições europeias)  |                                                                                   | |
| Grupo de Arraiolos                                | 12.º Encontro do Grupo de Arraiolos 14 – 15 de setembro · Plovdiv e Sófia, Bulgária | 13.º Encontro do Grupo de Arraiolos 14 – 15 de setembro · Valeta e Rabat, Malta                                                         | 14.º Encontro do Grupo de Arraiolos 13 – 14 de setembro · Rundale e Riga, Letónia | 15.º Encontro do Grupo de Arraiolos 10 – 11 de outubro · Atenas, Grécia                                                        |
| Organização das Nações Unidas (ONU)               | 71.ª Assembleia Geral da ONU · 18 – 22 de setembro Nova Iorque e Newark, Estados Unidos Cerimónia de juramento · do secretário-geral designado da ONU, António Guterres · 12 de dezembro · Nova Iorque, Estados Unidos | | 73.ª Assembleia Geral da ONU · 23 – 26 de setembro Nova Iorque, Estados Unidos    | 74.ª Assembleia Geral da ONU · 22 – 25 de setembro Nova Iorque, Estados Unidos                                                 |
| Conferência Ibero-americana                       | XXV Cimeira Ibero-Americana · 28 – 29 de outubro Cartagena das Índias, Colômbia · (inserida na deslocação conjunta a Cuba, à Colômbia e ao Brasil)                                                                     | | XXVI Cimeira Ibero-Americana · 15 – 16 de novembro Antigua, Guatemala             | |
| Comunidade dos Países de Língua Portuguesa (CPLP) | XI Cimeira da CPLP · 30 de outubro – 1 de novembro Brasília, Brasil · (inserida na deslocação conjunta a Cuba, à Colômbia e ao Brasil)                                                                                 | | XII Cimeira da CPLP 16 – 18 de julho Santa Maria, Ilha do Sal, Cabo Verde         | |
| COTEC Europa                                      | | XI Encontro COTEC Europa · 9 – 10 de fevereiro Madrid, Espanha                                                                          | XII Encontro COTEC Europa · 7 de fevereiro Mafra, Portugal                        | XIII Encontro COTEC Europa · 7 de maio Nápoles, Itália                                                                         |
| Organização Europeia de Direito Público (OEDP)    | | Cerimónia comemorativa do 10.º aniversário da OEDP · 6 de setembro Legrena, Cabo Sunião Grécia · (inserida na visita oficial a Andorra) |                                                                                   | |
| Instituto Universitário Europeu                   | | | Conferência sobre o Estado da União 2018 · 10 de maio Florença, Itália            | |
| Conselho da Europa                                | | |                                                                                   | 3.ª Parte da Sessão Plenária de 2019 da Assembleia Parlamentar do Conselho da Europa 26 de junho Estrasburgo e Erstein, França |
| Fundação do Fórum Mundial do Holocausto           | | |                                                                                   | |
| Não compareceu Não houve edição do evento         | | |                                                                                   | |

## Eventos multilaterais (2020–)
| Organização                                       | Ano                                                                    | Ano | Ano | Ano | Ano | Ano                                                             |
| Organização                                       | 2020                                                                   | 2021 | 2022 | 2023 | 2024 | 2025                                                            |
| ------------------------------------------------- | ---------------------------------------------------------------------- | --- | --- | --- | --- | --------------------------------------------------------------- |
| União Europeia (UE)                               |                                                                        | Sessão de homenagem a Valéry Giscard d'Estaing no Parlamento Europeu 2 de dezembro Estrasburgo, França | One Ocean Summit no âmbito da presidência francesa do Conselho da União Europeia 11 de fevereiro Brest, França (inserida na deslocação conjunta a Brest e a Paris) | Visita às instituições europeias 9 – 10 de maio Estrasburgo, França (inserida na deslocação conjunta a Yuste, Espanha, e a Estrasburgo, França)                                               | |                                                                 |
| Grupo de Arraiolos                                | 16.º Encontro do Grupo de Arraiolos adiado para 2021                   | 16.º Encontro do Grupo de Arraiolos 14 – 15 de setembro · Roma, Itália | 17.º Encontro do Grupo de Arraiolos 5 – 7 de outubro · Floriana, Attard e Valeta, Malta · (inserida na deslocação conjunta a Malta e a Chipre)                     | 18.º Encontro do Grupo de Arraiolos 5 – 6 de outubro · Porto, Portugal | |                                                                 |
| Organização das Nações Unidas (ONU)               |                                                                        | Cerimónia de tomada de posse · do secretário-geral da ONU, António Guterres · 18 de junho · Nova Iorque, Estados Unidos 76.ª Assembleia Geral da ONU · 18 – 22 de setembro · Nova Iorque e Newark, Estados Unidos | | 78.ª Assembleia Geral da ONU · 18 – 22 de setembro · Nova Iorque, Tarrytown, Elizabeth e Newark, Estados Unidos · (inserida na deslocação conjunta ao Canadá e a Nova Iorque, Estados Unidos) | |                                                                 |
| Conferência Ibero-americana (CIA)                 | XXVII Cimeira Ibero-Americana adiada para 2021                         | XXVII Cimeira Ibero-Americana · 20 – 21 de abril Andorra-a-Velha e Soldeu, Andorra Cerimónia comemorativa do 30.º aniversário da CIA · 15 de novembro · Madrid, Espanha                                           | | XXVIII Cimeira Ibero-Americana · 24 – 25 de março São Domingos, República Dominicana · (em conjunto com visita oficial à República Dominicana)                                                | XXIX Cimeira Ibero-Americana · 14 – 16 de novembro Cuenca e Quito, Equador                                                     |                                                                 |
| Comunidade dos Países de Língua Portuguesa (CPLP) | XIII Cimeira da CPLP adiada para 2021                                  | XIII Cimeira da CPLP · 16 – 17 de julho Luanda, Angola | | XIV Cimeira da CPLP · 26 – 27 de agosto São Tomé, São Tomé e Príncipe | |                                                                 |
| COTEC Europa                                      |                                                                        | XIV Encontro COTEC Europa · 17 de novembro Málaga, Espanha | XV Encontro COTEC Europa · 4 de maio Braga, Portugal | XVI Encontro COTEC Europa · 26 – 27 de junho Palermo e Monreale, Itália | | XVIII Encontro COTEC Europa · 13 – 14 de maio Coimbra, Portugal |
| Organização Europeia de Direito Público (OEDP)    |                                                                        | | | | |                                                                 |
| Instituto Universitário Europeu                   |                                                                        | | | | Conferência sobre o Estado da União 2024 · 23 de maio Florença, Itália · (inserida na deslocação conjunta a Roma e a Florença) |                                                                 |
| Conselho da Europa                                |                                                                        | | | | |                                                                 |
| Fundação do Fórum Mundial do Holocausto           | 5.º Fórum Mundial do Holocausto · 21 – 23 de janeiro Jerusalém, Israel | | | | |                                                                 |
| Não compareceu Não houve edição do evento         |                                                                        | | | | |                                                                 |

## Deslocações canceladas
| Data | Local                                          | Agenda | Motivo do cancelamento | Referências             |
| --- | ---------------------------------------------- | --- | --- | ----------------------- |
| 23 a 25 de junho de 2017                                                                                      | São Petersburgo, Rússia                        | Assistência ao jogo Portugal-Nova Zelândia no âmbito da Taça das Confederações FIFA de 2017 | Incêndio florestal de Pedrógão Grande em 2017 | [ 265 ]                 |
| 4 a 6 de novembro de 2018                                                                                     | Egito                                          | Participação no Fórum Mundial da Juventude | Circunstâncias supervenientes de agenda | [ 266 ]                 |
| 4 a 6 de outubro de 2019                                                                                      | Vaticano                                       | Participação na cerimónia de elevação de D. José Tolentino de Mendonça a cardeal | Falecimento e consequentes cerimónias fúnebres de Diogo Freitas do Amaral                                                                         | [ 267 ]                 |
| 27 de junho de 2021                                                                                           | Sevilha, Espanha                               | Assistência ao jogo Portugal-Bélgica no âmbito do Campeonato Europeu de Futebol de 2020 | Situação epidemiológica da pandemia de COVID-19 na região da Andaluzia, em Espanha                                                                | [ 268 ] [ 269 ]         |
| 6 e 7 de outubro de 2021                                                                                      | Tenerife, Espanha                              | Participação no primeiro encontro de ministros da Justiça ibero-americanos e dos países de língua oficial portuguesa | Falecimento e consequentes cerimónias fúnebres do Monsenhor Vítor Feytor Pinto                                                                    | [ 270 ] [ 271 ]         |
| 7 e 8 de dezembro de 2021 (aprovada pela Resolução da Assembleia da República n.º 307/2021, de 2 de dezembro) | Haia, Países Baixos                            | Visita à exposição de Paula Rego patente no Museu Municipal de Haia | Substituída pela deslocação a Haia aprovada pela Resolução da Assembleia da República n.º 2/2022, de 15 de fevereiro                              | [ 116 ]                 |
| 12 a 15 de janeiro de 2022 (adiada para os dias 3 a 5 de março de 2022)                                       | Dubai, Emirados Árabes Unidos                  | Visita oficial ao dia de Portugal no âmbito da Expo 2020 | Existência de casos de COVID-19 nas autoridades do país anfitrião (janeiro) Invasão da Ucrânia pela Rússia em 2022 (março)                        | [ 273 ] [ 274 ] [ 275 ] |
| 20 de fevereiro de 2022 (adiada sine die)                                                                     | Reiquiavique, Islândia                         | Visita a uma Força Nacional Destacada | Não revelado | [ 116 ]                 |
| 11 a 14 de julho de 2022 (substituída por participação via videoconferência)                                  | Nova Iorque, Estados Unidos                    | Participação no Fórum Político de Alto Nível para o Desenvolvimento Sustentável da Organização das Nações Unidas | Risco muito elevado de incêndio florestal em Portugal em julho de 2022                                                                            | [ 279 ]                 |
| 11 a 14 de setembro de 2022 (adiada sine die)                                                                 | Argentina                                      | Visita oficial | Não revelado | [ 281 ]                 |
| 28 e 29 de novembro de 2023                                                                                   | Londres e Oxford, Reino Unido                  | Participação no jantar comemorativo do 85.º aniversário da The Anglo-Portuguese Society (Londres) Participação no debate comemorativo do 200.º aniversário da Oxford Union Society (Oxford)                                                                      | Não revelado | [ 283 ]                 |
| 27 de agosto de 2024                                                                                          | Irlanda                                        | Encontro de trabalho com o presidente da Irlanda, Michael Higgins | Sismo de Portugal de 2024 Substituída pela deslocação à Irlanda aprovada pela Resolução da Assembleia da República n.º 71/2024, de 20 de setembro | [ 285 ] [ 171 ]         |
| 18 a 20 de setembro de 2024                                                                                   | Tenerife e Las Palmas de Gran Canaria, Espanha | Participação no segundo encontro de ministros da Justiça ibero-americanos e dos países de língua oficial portuguesa (18 a 19 de setembro de 2024, Tenerife) Participação no XVII Encontro COTEC Europa (19 e 20 de setembro de 2024, Las Palmas de Gran Canaria) | Incêndios florestais de Portugal em 2024 | [ 287 ]                 |
| 6 a 11 de outubro de 2024                                                                                     | Estónia Cracóvia, Polónia                      | Visita de Estado (6 a 9 de outubro de 2024, Estónia) Participação no 19.º Encontro do Grupo de Arraiolos (10 e 11 de outubro de 2024, Cracóvia) | Situação política interna | [ 289 ]                 |
| 11 a 15 de março de 2025                                                                                      | Estónia                                        | Visita de Estado | Crise política interna | [ 291 ]                 |